# Уильямс, Робин
Ро́бин Макло́рин Уи́льямс (англ. Robin McLaurin Williams; 21 июля 1951[…], Чикаго, Иллинойс — 11 августа 2014[…], Тибьюрон, Калифорния или Парадайс-Ки, Калифорния) — американский актёр, сценарист, продюсер, комик

 (стендап-комик).
За свою актёрскую карьеру Уильямс снялся примерно в 100 кинолентах. Его кинокарьера включала в себя много работ известных режиссёров, например, «Попай» (1980), «Москва на Гудзоне» (1984), «Общество мёртвых поэтов» (1989), «Капитан Крюк» (1991), «Джуманджи» (1995) и других. Его герои отличались внутренней силой духа, а также печалью, которые они в себе таили. Также Уильямс озвучивал персонажа Джинни в мультфильме «Аладдин» (1992).
Получил три номинации на премию «Оскар» за лучшую мужскую роль. В его активе статуэтка за лучшую мужскую роль второго плана в фильме «Умница Уилл Хантинг» (1997). Являлся обладателем двух премий «Эмми», шести «Золотых глобусов», двух премий «Гильдии киноактёров» и четырёх статуэток «Грэмми». На Голливудской «Аллее славы» размещена звезда с именем Уильямса за вклад в развитие киноиндустрии. Заслужил звание «Эйнштейна от комедии».

## Ранние годы и семья

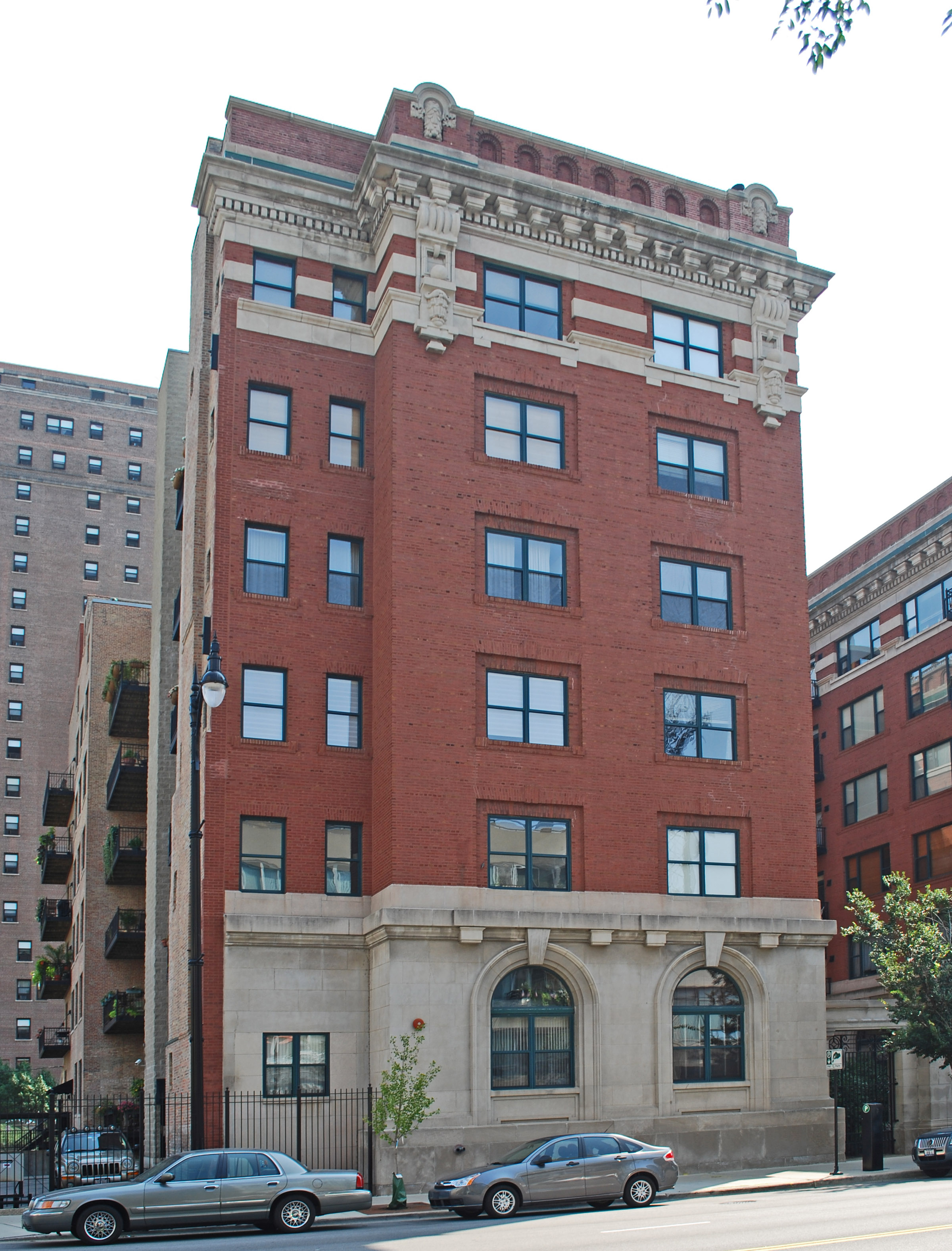
Госпиталь Святого Луки, внесённый в «Национальный реестр исторических мест США»

Робин Маклорин Уильямс родился 21 июля 1951 года в госпитале Святого Луки в Чикаго, США. Его отец, Роберт Фицджеральд Уильямс (1906—1987), родившийся в Эвансвилле (Индиана), входил в руководство компании «Ford» на Среднем Западе, а мать, Лори Маклорин Уильямс (урождённая Смит, 1922—2001), родившаяся в Джексоне (Миссисипи), была правнучкой сенатора и губернатора штата Миссисипи Ансельма Маклорина.
Имел английские, валлийские, ирландские, шотландские, немецкие и французские корни. Робин рос с двумя старшими братьями от предыдущих браков своих родителей: Робертом Тоддом Уильямсом, основавшим впоследствии винодельческую компанию Toad Hollow, и Маклорином Смитом, ставшим учителем физики в Мемфисе.
Робин был воспитан в традициях Епископальной церкви, в то время как его мать была сторонницей Христианской науки (позже он выпустил шуточный список «Десять причин для того, чтобы состоять в Епископальной церкви»). В раннем детстве он любил играть в песочнице, учился в муниципальной начальной школе Гортона в Лейк-Форесте и средней школе в Дир-Пате. Позже друзья по школе вспоминали его как очень смешного. Осенью 1963 года, когда Робин был в 7 классе, его отца перевели на работу в Детройт, а семья переехала из Чикаго в 40-комнатный дом в пригороде Блумфилд-Хиллс, штат Мичиган, где Робин стал учиться в частной Детройтской окружной дневной школе. Он быстро преуспел в учёбе, стал президентом класса, входил в состав школьных сборных по футболу и борьбе. Когда Робину исполнилось 16 лет, его отец досрочно вышел на пенсию и с семьёй переехал в город Вудакр округа Марин. Там Робин поступил в Редвудскую среднюю школу в ближайшем Ларкспере, которую окончил в 1969 году.
Некоторое время Робин учился в Клермонтском мужском колледже, где изучал политические науки и ходил на курсы импровизации. В перерывах между занятиями Робин изучал театральное искусство в Колледже Марина, где с профессором Джимом Данном в первый раз принял участие в театральной постановке — мюзикле «Оливер!».
Впоследствии, учитель Робина — Джим Данн — отмечал, что «на сцене он был на пике, для него не было границ. А затем он начал дополнять пьесы, которые мы играли в колледже. И тут мы поняли, что его талант в том, что он может играть практически в любом месте, любые роли и при самых разных обстоятельствах».
Делясь воспоминаниями в одном из интервью, Уильямс называл себя тихим ребёнком, который не мог преодолеть свою застенчивость до занятий в драматическом кружке при средней школе, где его называли «самым смешным парнем».
В детстве, чтобы избежать издевательств из-за своего очень избыточного веса, Робин добирался до дома разными маршрутами; чтобы рассмешить свою мать и обратить на себя внимание, он рассказывал ей анекдоты и пародировал бабушку, а также практически всё свободное время проводил в одиночестве в большом доме с двумя тысячами игрушечных солдатиков: «Моим единственным спутником, моим единственным другом в детстве было моё воображение». Уильямс говорил, что мать с отцом были слишком заняты на работе и не занимались воспитанием, отдав его на «поруки» горничным. Однако отец, служивший во время Второй мировой войны на авианосце, по словам Робина, преподал ему урок, который он запомнил на всю жизнь:

Отец рассказал мне несколько совершенно ужасных историй… Как самолёт камикадзе врезался в мостик… Как он лежал восемь часов, истекая кровью. Как он сам себя перевязывал. В общем, он мне сказал: «Слушай. Нет ничего более ужасного, чем распрощаться с представлением о славе (в смерти за свою страну) — Dulce Et Decorum Est…» Все эти страсти внушали ужас и одиночество. И это придало мне мудрости.
Оригинальный текст (англ.)He told me some pretty horrific stories. . . A kamikaze hit the bridge. . . . He was lying there bleeding for eight hours. He tourniquetted himself. And he basically said, 'Listen. There's nothing more horrific than to lose the image that (dying for one's country is) glorious-- Dulce et decorum est . . . .' That whole horrific stuff, horrific, lonely, horrifying. And that kind of wised me up.

В 1973 году Робин был принят в Джульярдскую школу, и уехал в Нью-Йорк — учиться драматическому искусству под руководством Джона Хаусмана в числе 20 студентов, среди которых были Кристофер Рив, Уильям Хёрт, Келси Грэммер, а жил он в одной комнате с будущим «главным голосом Бэтмена» — Кевином Конроем. Во время учёбы он выступал с юмористическими программами на сценах самодельных ночных клубов, подрабатывал официантом, и пробовал себя в пантомиме на ступеньках Метрополитен-музея. Оставив Школу в 1976 году по предложению Хаусмана, сказавшего, что нет ничего, чему бы Джульярд научил его, через некоторое время Уильямс переехал в Лос-Анджелес, где отметился в нескольких выступлениях в различных телешоу.
В связи с этим, его учитель в Джульярде Джеральд Фридман позднее отмечал, что Уильямс был гением, консервативный и классический стиль обучения не удовлетворял его, и поэтому никто не удивился, почему он оставил школу.
А Рив говорил: «Он не был стандартным продуктом Джульярда. Робин легко игнорировал условности… Вместе мы были в перспективной команде в конце третьего года. Они попросили его вернуться к уровню первого года и начать снова, я думаю, просто потому, что они знали, что из него получится».

## Карьера

### Начало карьеры: театр и телевидение

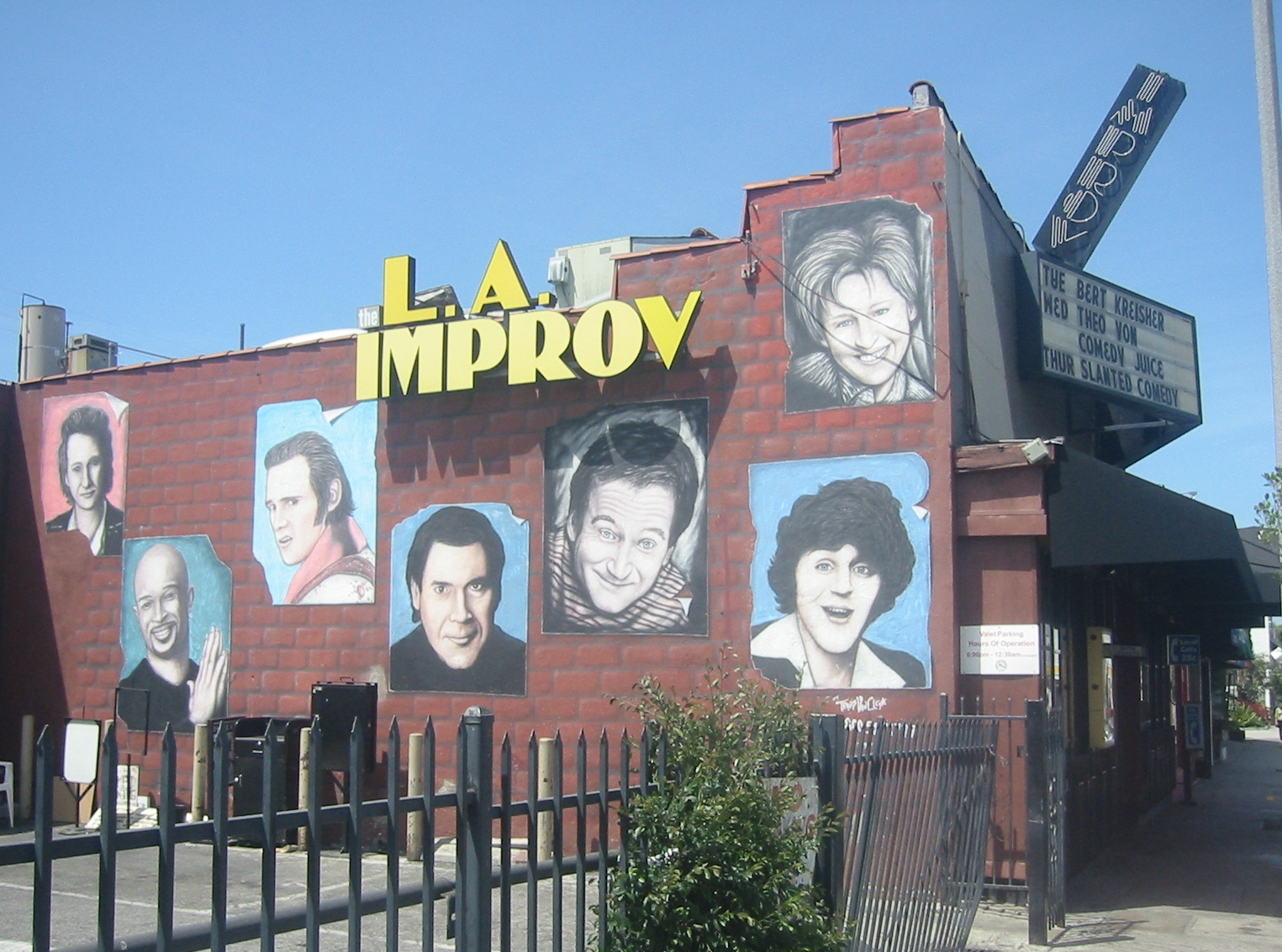
Портрет Робина Уильямса, вместе с выступавшими там комиками, размещён на стене клуба «The Improv» (третий справа)

Уильямс начал заниматься стендапом в начале 1970-х годов, после переезда его семьи в округ Марин области залива Сан-Франциско. Его первое выступление состоялось в клубе «Holy City Zoo». Позже Уильямс признавался, что тогда узнал, что такое «наркотики и счастье», однако добавив, что видел, как «лучшие умы моего времени превращались в грязь». После переезда в Лос-Анджелес Робин продолжал выступать в различных клубах, в том числе — в «Comedy Club», где в 1977 году его увидел телевизионный продюсер Джордж Шлаттер, понявший, что Уильямс может стать звездой и попросивший появиться на возрождении его шоу «Laugh-In». Первый эфир состоялся в конце 1977 года и стал его дебютом на телевидении. Однако возрождения не получилось, и Уильямс продолжил выступать в комедийных клубах, таких как «The Roxy» и «The Improv», что помогло сохранять остроту его импровизационных навыков
В это время Уильямс попал под влияние таких комиков, как Джонатан Уинтерс (его Робин впервые увидел по телевизору в 8 лет), Питер Селлерс (особенно его участие в фильме «Доктор Стрейнджлав, или Как я перестал бояться и полюбил бомбу» и программе «The Goon Show»), дуэта «Николс и Мэй», а также Ленни Брюса, отчасти потому, что они привлекали более «умную и грамотную аудиторию» благодаря высокому уровню остроумия. Уильямс также полюбил выступления Джея Лено и Сида Сизара. Позже, тоже выступавший в клубах Сан-Франциско и друживший с Уильямсом комик Скотт Капурро отметил, что «однажды он сказал мне, что смущался на сцене 70 % времени», потому что «говорил то, что было у него на уме».
Комедиант Крис Гетард говорил, что «я всегда думаю о том, что он был одет как бабушка Энди Кауфмана и сидел на сцене на протяжении всего концерта Кауфмана в Карнеги-Холле. К тому времени Робин был одной из самых больших мировых звезд, однако сидел там неподвижно в течение целого шоу и только в конце раскрыл себя. Я думаю о том, как радостно ощущать то, что был такой момент, и, что ему не нужно было сидеть на чьём-либо выступлении, если б он хотел быть эгоистом, но он им и не был — вместо этого, он дарил зрителям волшебство и был небольшой частью чего-то значительного».
Кроме этого, Уильямс выступал и в комедийных клубах Великобритании, в частности, в лондонском «The Comedy Store», придерживавшегося в 1970-е годы «несексистских, нерасистских» шуток. Зрители, видевшие выступления Уильямса, позже отмечали, что его «появление было встречено с британским элитарным безразличием. Тем не менее, час и 10 минут спустя, план игры изменился. Выступления большинства людей были по 10 минут, 20 минут максимум. Был гонг, так что если зрители кричали на них достаточно громко, конферансье приходил и бил в гонг, после чего выступавший уходил со сцены униженным», однако с приходом Уильямса всё изменилось — там он «мог рассмешить даже мебель», находясь будто на «гейзере комедии».
Под влиянием не боящегося экспериментов Ричарда Прайора в 1977 году Уильямс появился в актёрском составе его недолговечного «Шоу Ричарда Прайора», однако это стало для него такой почестью, которую не каждый комик тогда мог получить.
В 1978 году сестра режиссёра Гэрри Маршалла, Пенни, посмотрев выступление Уильямса в клубе, предложила ему роль космического пришельца в новом сериале своего брата. После прослушивания, на котором Уильямс сидел на голове вместо того, чтобы занять своё место, продюсеры, впечатлённые его чувством юмора, дали Робину роль инопланетянина Морка в нескольких сериях пятого сезона телесериала «Счастливые дни».
После зрительского успеха для него специально был создан спин-офф — «Морк и Минди», где Робин снова исполнил роль этого же инопланетянина, прибывшего на Землю с планеты Орк для изучения местной жизни, и прямо во время съёмок он придумал большую часть сюжетных ходов.
Сериал транслировался по каналу ABC с 1978 по 1982 год и быстро обрёл большой успех, символом которого стало появление Уильямса 12 марта 1979 года на обложке Time — ведущего новостного журнала США.
Эта фотография была установлена в Национальной портретной галерее в Смитсоновском институте вскоре после смерти Уильямса для того чтобы посетители могли почтить его память.
В том же году его фото авторства Ричарда Аведона появилось на обложке журнала «Rolling Stone». К моменту закрытия шоу в 1982 году ввиду низких рейтингов Робин Уильямс уже стал популярным актёром — его воплощение в роли Морка размещали на плакатах, раскрасках, коробках для завтраков и других товарах, а фигурки с ним продавали в игрушечных яйцах.

### Первые роли в кинофильмах и развитие таланта
В 1977 году Уильямс появился в первом для себя большом кино — в непримечательной роли адвоката в фильме «Я могу сделать это, пока я не нуждаюсь в очках?». После нескольких эпизодических ролей Уильямс снялся в фильме «Попай» (1980) режиссёра Роберта Олтмена, сыграв моряка Попая — любителя шпината, что стало его первой по-настоящему запоминающейся ролью в кино.
Кинокритик Роджер Эберт говорил, что «полностью убедительный Уильямс с вечным косоглазием и кривой улыбкой» поспособствовал вхождению этого фильма в сокровищницу жанра музыкальной комедии Олтмена.
Фильм пользовался определённым успехом у зрителей — так, при бюджете в 20 миллионов долларов США, «Попай» собрал по разным оценкам от 49 до 60 миллионов.
Начиная с конца 1970-х и на протяжении 1980-х годов, Уильямс начал работать для более широкой аудитории, снимаясь в комедийных шоу и сериалах для канала HBO — «Чуждый условностям» (1978), «Вечер с Робином Уильямсом» (1982), и «Робин Уильямс: Вживую в Метрополитен-опере» (1986), билеты на которые расходились в течение 30 минут после поступления в продажу.
В 1982 году он получил роль героя романа-бестеллера — неудачливого писателя Т. С. Гарпа в фильме «Мир по Гарпу». Эберт отмечал, что в первоисточнике главным моментом является «трагикомический контрапункт между распадом семейных ценностей среднего класса и ростом случайного насилия в нашем обществе», и «протест против этого насилия обеспечивает наиболее запоминающийся образ книги», однако в данной ленте, «хоть Робин Уильямс относительно правдоподобно играет Гарпа, иногда как обычного человека, в фильме ни разу не выражается обеспокоенность неровным контрастом между его весельем и анархией вокруг него».
В следующем году была «Школа выживания», где Уильямс, по мнению Эберта, «одичал, уничтожив любой предел доверия к истории» в фильме, «части которого не сочетаются друг с другом», что «сбивает с толку». Практически в это же «пьянящее время моментальной славы» Робин Уильямс пристрастился к кокаину и алкоголю, но после смерти Джона Белуши, с которым он виделся за несколько часов до неё, а также рождения сына, произошло отрезвление и понимание того, что употребление всего этого было плохой идеей.
Уильямс начал заниматься спортом и ездить на велосипеде, чтобы побороть депрессию по рекомендации владельца магазина велосипедов Тони Тома, которому Робин говорил, что «езда на велосипеде спасла мне жизнь».
В результате, Уильямс быстро справился с зависимостями к 1983 году.
В 1984 году в фильме «Москва на Гудзоне» он снялся в роли русского музыканта Владимира Иванова, ставшего невозвращенцем во время гастролей в Нью-Йорк.
По выражению Эберта, «Уильямс полностью исчезает в своём причудливом, милом, сложном характере, играя вполне правдоподобного русского», а сам фильм — это «большая редкость, патриотический фильм, который имеет либеральное, а не консервативное сердце. Он заставил меня почувствовать, что хорошо быть американцем, и хорошо, что Владимир Иванов тоже собрался стать одним из нас».
Уильямс продолжил выпускать персональные шоу, и в 1986 году за своё сольное мастерство удостоился высшей награды — получил приглашение вести церемонию «Оскар», вместе с Джейн Фондой и Аланом Алда. В фильме того же года — «Клуб «Рай»» — Уильямс перевоплотился в бывшего чикагского пожарного, а ныне владельца клуба на Карибских островах — Джека Моникера. В своей рецензии Роджер Эберт заметил, что Уильямс «очень смешон на сцене. На телевидении и в некоторых фильмах, где ему выделяют чётко определённый характер, который нужно сыграть, он не только смешит, но и импровизирует, как в „Москве на Гудзоне“», однако здесь «он иногда кажется приглашённым в фильм ведущим вместо его звезды», в первую очередь из-за того, что он стал «отчаянно зависеть от острот».

### Драматические перевоплощения в серьёзных фильмах
В 1987 году Уильямс сыграл роль диджея-пацифиста Эдриана Кронауэра на американской армейской радиостанции в Сайгоне в картине Барри Левинсона «Доброе утро, Вьетнам», благодаря которой он получил известность и номинацию на премию «Оскар» в категории «лучшая мужская роль».
Этот фильм ознаменовался настоящим прорывом в карьере Уильямса, принёсшим также и немалую кассу в 123,9 миллиона долларов внутри страны. Говоря о главном герое, Эберт заметил, что «мы не знаем, откуда он, что он делал до войны, был ли когда-либо женат, какие у него мечты, или о том, чего он боится. Всё в его мире сводится к материалу для его программы», он постоянно шутит, «упражняется в цинизме», идёт вразрез с истеблишментом, и «в остротах против них тоже пытается настоять на том, что он всегда на сцене, что нет ничего реального, что вся война в основном просто материал». Но пережив ужасный теракт, «к концу фильма, Кронауэр превратился в более хорошего, глубокого, мудрого человека, отличного о того, кем он был в начале; этот фильм — история его преобразования… В этом фильме Кронауэр меняется. Война стирает ухмылку с его лица. Его юмор становится гуманитарным инструментом, а не просто возможностью сохранить свою способность говорить, а нам слушать». Эберт отметил, что Уильямс «как Граучо Маркс, использует комедию в качестве стратегии для сокрытия личности», однако в этом фильме эта тактика обернулась против него — Уильямс обрёл виртуозность в «несомненно лучшей работе, которую он никогда раньше не делал в кино».
1988 году Уильямс сыграл короля Луны со съёмной и летающей головой в фильме «Приключения барона Мюнхгаузена» Терри Гиллиама.В том же году Уильямс вышел на театральную сцену — со Стивом Мартином в пьесе «В ожидании Годо» в Линкольн-центре.
«Я полностью изменил отношение к себе, снявшись в "Обществе мертвых поэтов". После этой картины уже никто не думал, что я только комик, хотя я и до неё снимался в серьёзных ролях. Фильм тронул зрителей так, как ни один другой».
     — Из интервью Уильямса
Номинацию на «Оскар» Уильямсу принесла роль в фильме «Общество мёртвых поэтов» (1989) режиссёра Питера Уира. В нём он сыграл учителя английского языка и литературы Джона Китинга, который с помощью Уильяма Шекспира и неординарных методов обучения призывает своих учеников отбросить академичность и возвратить к жизни литературный клуб «Общество мёртвых поэтов», а также просит называть себя «О, капитан! Мой капитан!». Роджер Эберт сказал, что «„Общество мёртвых поэтов“ — не самый худший из бесчисленных фильмов последнего времени о хороших детях и закоснелых, авторитарных людях старшего поколения. Тем не менее, возможно, он самый бесстыдный в своей попытке угодить подростковой аудитории». Негативно высказавшись о фильме в целом, критик всё же отметил игру актёра, сказав, что «по большей части Уильямс отлично справляется с ролью умного, сообразительного, начитанного молодого человека».
Ирен Лачер из «Los Angeles Times» заметила, что данный фильм «твёрдо поставил Уильямса в разряд серьёзных актёров, отчасти потому, что оказался кассовым (140 миллионов долларов за рубежом и 94,6 миллиона дома)». Критик Сарфраз Мансур из «The Guardian» признался, что эта картина его самая любимая и «одна из самых вдохновляющих фильмов всех времен», но она «не о школе или преподавании поэзии: речь идёт о смерти. В первом же кадре фильма, в то время как мальчик готовится к школе, над ним висит картина с давно умершими бывшими учениками. Смерть буквально смотрит вниз. Это смерть стала движущей силой на уроках Джона Китинга в его классе. Именно там в одной из первых стихотворных строк он говорит своим ученикам: „собирайте бутоны розы, так как по-прежнему старое время летит: и тот же раскрывшийся днём цветок завтра начнёт умирать“. И самое главное есть в моей любимой сцене фильма, где Китинг указывает своим молодым ученикам в сторону черно-белых фотографий с бывшими учениками школы, выставленных в стеклянном шкафу»:

Они не так уж отличаются от вас, верно? Те же стрижки. Полны гормонов, как и вы. Ощущение неуязвимости, как и у вас… Они верят, что им предначертаны великие свершения, как и многие из вас, их глаза полны надежд, как ваши… теперь эти мальчики — удобрения для нарциссов. Но если вы хорошенько прислушаетесь, то сможете услышать, как они шепчут вам напутствие… Carpe Diem, ловите миг, мальчики, сделайте свою жизнь необыкновенной.
Оригинальный текст (англ.)They're not that different from you, are they? Same haircuts. Full of hormones, just like you. Invincible, just like you feel … They believe they're destined for great things, just like many of you, their eyes are full of hope, just like you … these boys are now fertilising daffodils. But if you listen real close, you can hear them whisper their legacy to you … Carpe diem, seize the day boys, make your lives extraordinary.

В фильме «Король-рыбак» (1991), также номинировавшемся на «Оскар», Робин перевоплотился в бывшего профессора и сумасшедшего бродягу Пэрри, потерявшего смысл жизни по вине радиоведущего Джека (Джефф Бриджес) — находясь под впечатлением от его программы, маньяк убивает 7 человек, в том числе и жену Пэрри. Джека мучит чувство вины, и он решает помочь Пэрри, общающемуся с маленьким народцем, найти Священный Грааль. Ирен Лачер из Los Angeles Times сказала, что фильм размывает грань между гениальностью и безумием и, обращаясь к таким качествам Уильямса, как невинность и кротость, призывает зрителя разглядеть достоинство в падших".

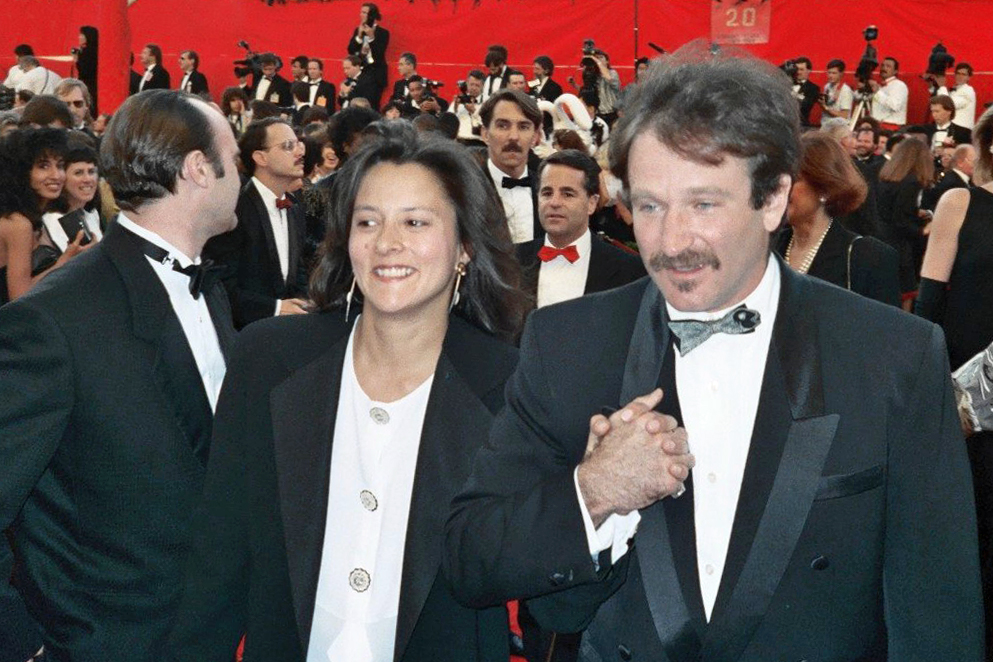
Марша Гарсес Уильямс[англ.] и Робин Уильямс на 61-й церемонии вручения премии «Оскар» — 29 марта 1989 года
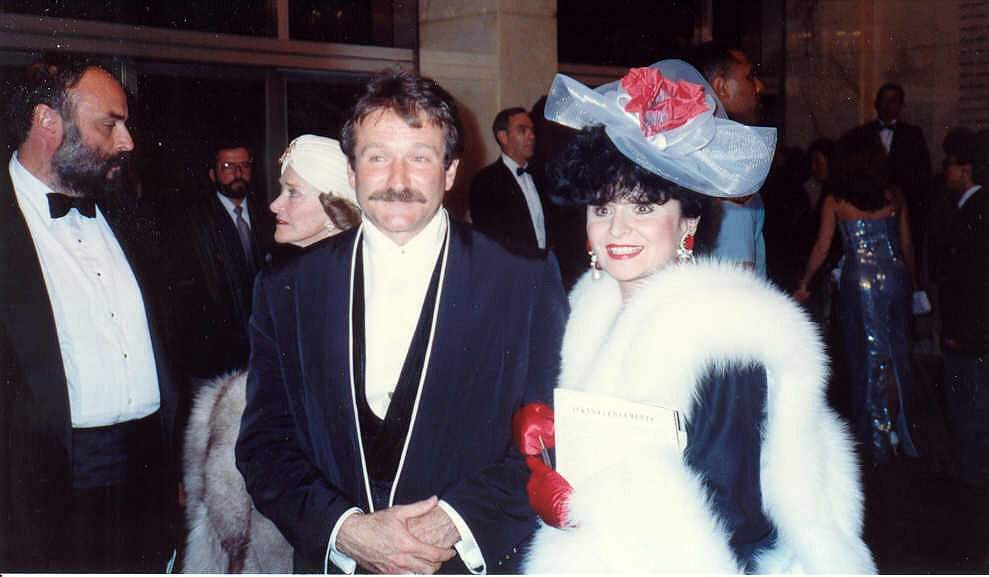
Робин Уильямс и Иола Чадерска-Хайек[пол.] на 62-й церемонии — 26 марта 1990 года

В фильме «Человек в кадиллаке» (1990) Уильямс предстал в образе Джоя О’Брайена — одновременно неудачливого и отчаянного продавца автомобилей, у которого, в конце концов, на работе и в жизни всё налаживается. Кроме того, в фильме «Пробуждение» Уильямс сыграл тихого, застенчивого и занимающегося наукой доктора Малкольма Сэйера, в 1969 году попавшего в больницу Нью-Йорка к живым людям, перенёсшим эпидемию энцефалита. Сэйер решает помочь им и разрабатывает экспериментальный препарат для вывода пациентов из кататонического приступа, среди которых — Леонард Лоу (Роберт Де Ниро), не теряющий мужества при всей сложности ситуации.
В ленте «Умереть заново» Кеннета Браны, после целого потока тёплых и сентиментальных фильмов, Робин исполнил эпизодическую «холодную» роль — на этот раз опального доктора Кози Карлайла, в связи с чем Мэтт Золлер Сейтц на сайте кинокритика Роджера Эберта отметил, что Уильямс «был комическим и драматическим актёром, находившимся более десяти лет подряд в одной точке, но в этих двух очень разных фильмах, можно было увидеть, наверное, третий акт его карьеры, уже в качестве характерного актёра».
12 декабря 1990 года на Голливудской «Аллее славы» у Китайского театра Граумана состоялось открытие именной звезды Робина Уильямса за вклад в развитие киноиндустрии под номером 6900.

### Серьёзные фильмы для детей и озвучивание мультфильмов
В 1991 году в фильме «Капитан Крюк» Уильямс исполнил роль бизнесмена и одновременно повзрослевшего Питера Пэна, отправившегося на спасение своих детей от захотевшего реванша Капитана Крюка (Дастин Хоффман). Режиссёр этой картины Стивен Спилберг говорил, что на съёмках «комический гений Робина был свирепой молнией, а наш смех — громом, его поддерживавшим», а продюсер фильма Кэтлин Кеннеди сказала, что «в ту минуту, когда Стивен услышал, что Робин хотел сыграть Питера, то он был в восторге. Он чувствовал, что Робин олицетворяет всё детское в нас, а это было именно то послание, которое он пытался донести в этом фильме».
10 января 1991 года Уильямс появился в комедийном шоу Джонни Карсона — «The Tonight Show Starring Johnny Carson».
В том же году Уильямс озвучил джинна Джинни в диснеевском мультфильме «Аладдин», впоследствии сделав это снова в третьей части мультфильма (во второй части и в мультсериале его заменял Ден Кастелланета). Во многом большинство его диалогов было импровизацией и экспромтом, в связи с чем Роджер Эберт отметил, что «Робин Уильямс и анимация были рождены друг для друга, и в „Аладдине“ они, наконец, встретились. Скорость придумывания Уильямсом своих шуток всегда была слишком быстрой для плоти и крови; то, как он скачет из одного характера в другой, поистине впечатляет. В новом анимационном фильме Диснея „Аладдин“ он, наконец, освободился, сыграв джинна, обладающего полной свободой от своего физического состояния — он может мгновенно быть никем и ничем», однако «„Аладдин“ хороший, но не отличный, за исключением последовательного Робина Уильямса, с собственной жизнью и энергией». Уильямс снова использовал свой голосовой талант в озвучивании летучей мыши Ферн Кода в мультфильме «Долина папоротников: Последний тропический лес» (1992), продолжившем тему загрязнения природы и того, что самым опасным животным на Земле является человек; голографического доктора Ноу в фильме «Искусственный разум» (2001), робота спекулянта-продавца Фендера в мультфильме «Роботы» (2005), двух пингвинов — Рамона и Ловеласа в мультфильме «Делай ноги», получившем «Оскар» в категории «лучший анимационный полнометражный фильм», а также в его продолжении — «Делай ноги 2», ставшем возможностью для подлинной творческой самореализации по признанию самого Уильямса. Он также подарил свой голос хронометристу в шоу Диснейуорлда — о роботе, путешествующем во времени и встретившем Жюля Верна, который показал ему будущее.
Во многом Уильямс стал известен благодаря участию в комедийных фильмах. Так, в ленте «Игрушки» (1992) он сыграл Лесли Зиво — сына игрушечного магната, который после смерти отца начинает бороться со своим дядей, желающим милитаризовать всё и вся. Как отметил Роджер Эберт, «„Игрушки“ визуально один из самых необычных фильмов, которые я видел — наслаждение для глаз, яркий новый мир. Всё происходит в полностью выдуманном мире гигантской игрушечной корпорации, которая возникает из безграничной области, как будто на земле больше не существует никаких других зданий», также сказав, что «Уильямс, кажется, родился, чтобы жить в этой стране игрушек», а сам фильм «заслуживает признания киноакадемии».
«Миссис Даутфайр» (1993) стала продюсерским дебютом Уильямса, а кроме того, в её производстве участвовала компания «Blue Wolf Productions», основанная им самим с женой. Робин играет Дэнила Хилларда, человека, потерявшего и семью и работу, который в отчаянии решает притвориться няней миссис Даутфайр со странным шотландским акцентом, чтобы быть рядом со своими детьми и заботиться о них. Эберт отметил, что «при любой критике „Миссис Даутфайр“ необходимо принимать во вниманию комедию-перевоплощение Дастина Хоффмана, „Тутси“, которая на сегодняшний день является лучшим фильмом: более правдоподобным, умным и смешным. „Тутси“ выросла из реального остроумия и проницательности; в „Миссис Даутфайр“ есть ценности и комедийная глубина. Хоффман как актёр смог успешно сыграть женщину. Уильямс, который тоже является хорошим актёром, кажется больше был собой, играя женщину». Ниа Джонс из «The Guardian» поместила этот фильм на первую строчку в топ-10 киноотцов, так как это «один из лучших спектаклей Робина Уильямса», показывающий «нам, что иногда существует долгая и каменистая дорога к счастливому решению». «Миссис Даутфайр» вошла под номером 88 в список 100 самых кассовых лент за всю историю американского кино, так как, несмотря на немаленький бюджет в 25 миллионов долларов, в мире она собрала 441 миллион, став вторым самым доходным фильмом 1993 года после «Парка юрского периода». Позже автор романа «Миссис Даутфайр» Энн Файн признавалась, что Уильямсу, «вложившему огромное количество чувств и энергии в фильм», она обязана больше всего в жизни: «Из-за успеха „Миссис Даутфайр“, мой роман — и много других, написанных мной — теперь можно прочитать на более чем 40 языках. Фильм заплатил за мою ипотеку, и дал мне свободу писать то, что я пожелаю в моём собственном темпе. Однако я до сих пор не смотрела „Миссис Даутфайр“… Но все знают, что автор является последним человеком, которому следует давать судить адаптацию».
В следующем фильме — «Джуманджи» (1995) — Уильямс, по выражению Эберта, «с огоньком в глазах» играет Алана Пэрриша, которого маленьким мальчиком засосало в найденную им настольную игру. Через 26 лет уже новые дети вызволяют Пэрриша, и он вместе с ними, проходя через опасные испытания, совершая подвиги и спасая близких людей, находит счастье и меняет ход истории.
Позднее планировались съёмки «Джуманджи 2», но из этого ничего не вышло, однако в 2015 году в компании «Sony Pictures» заявили о съёмках ремейка. Сиквел под названием «Джуманджи: Зов джунглей» с Дуэйном Джонсоном в главной роли вышел 20 декабря 2017 года. Герой Уильямса, Пэрриш, появится во флешбэках, скомпилированных из архивных материалов и кадров первого фильма.

### Конец 1990-х годов: нереализованные проекты и лучшие роли
В планах Уильямса была роль Загадочника в фильме «Бэтмен навсегда» (1995), но после того как Тим Бёртон отказался от режиссёрства, Робин тоже покинул проект. Ранее он выражал заинтересованность ролью Джокера в картине «Бэтмен» (1989), а позже в фильмах «Бэтмен: Начало» (2005) и «Тёмный рыцарь» (2008), где Джокера в итоге сыграл Хит Леджер, получивший посмертно премию «Оскар» за лучшую мужскую роль второго плана.
В начале 2000-х годов Уильямс должен был сыграть Либераче, но фильм «За канделябрами» вышел спустя 13 лет с Майклом Дугласом.
Позже он пробовался на роль великана Рубеуса Хагрида в фильме «Гарри Поттер и философский камень», которого в итоге сыграл Робби Колтрейн. В то же время были начаты съёмки документального фильма о паре индийских слонов, переехавших из зоопарка в Шри-Ланке в новый дом в Хорватии, где Уильямс должен был стать рассказчиком, но производство было остановлено из-за административных проблем. В 2008 году Уильямс подал в Лос-Анджелесский суд с намерением по контракту получить 6 млн долларов за откладывание начала производства фильма «Двойной КОПец», вышедшего в итоге через два года. Позже обсуждалась возможность перевоплощения Уильямса в Сьюзан Бойл.
В 1996 году Уильямс и Билли Кристал сыграли небольшие эпизодические роли (Томас и Тим) в серии № 24 «Эпизод с чемпионом по боям без правил» третьего сезона телесериала «Друзья», оказавшись в любимом кафе главных героев.
В итоге всего пять минут, проведённые Робином на экране, надолго запомнились поклонникам сериала.
В том же году вышел фильм «Клетка для пташек», в котором Уильямс сыграл Арманда Голдмена, живущёго вот уже 20 лет с Альбертом, сын которого хочет жениться на дочери, как кажется, очень консервативного сенатора. Критик Роджер Эберт отмечал, что, хотя лента является ремейком французского фильма, «слегка поражает, насколько свежо он порою смотрится в американском исполнении. Наибольший сюрприз преподнёс Робин Уильямс; в роли, которая будто специально написана под яркий, броский характер, он выглядит более сдержанным, нежели в любом фильме после „Пробуждения“ (1990)».
В фильме «Джек» Уильямс получил роль десятилетнего школьника, выглядящего из-за необычного заболевания как сорокалетний мужчина. Преодолев атаки хулиганов и подружившись со всей школой, он, не в силах справиться со своей болезнью и внешним миром, в конце концов уходит в добровольное изгнание. Однако школьные друзья помогают ему справиться с проблемами, и он оканчивает школу, будучи уже пожилым человеком, напомнив в прощальной речи своим одноклассникам, что жизнь коротка, и настоятельно призвав их «сделать вашу жизнь захватывающей». В связи с перевоплощением Уильямса в этой и прошлых ролях Эберт заметил:

В своём выборе персонажей, Робин Уильямс, похоже, чувствует себя более комфортно, играя одиночек — людей, выделяющихся особыми способностями или проблемами. Вспомним его в «Джуманджи», попавшего в ловушку времени. Или в «Попае», где «Я есть то, что я ем». Или в «Миссис Даутфайр», где он преодолевает гендерный барьер. Или взять его не поддающиеся классификации роли в «Короле-рыбаке» и «Игрушках». Ближе всего к трёхмерному взрослому человеку он выглядит в фильмах «Мир по Гарпу» и «Доброе утро, Вьетнам». Такое впечатление, что Уильямс чувствует себя наиболее уютно в обликах, которые мало где вписываются. Может быть, поэтому он с таким удовольствием озвучивал джинна в «Аладдине». По-видимому, он был первой кандидатурой на главную роль в фильме «Джек» Фрэнсиса Форда Копполы, где он играет мальчика, который стареет в четыре раза быстрее. Он родился полностью сформированным после двухмесячной беременности, а в возрасте 10 лет выглядит точно 40-летний мужчина.
Оригинальный текст (англ.)In his choice of characters, Robin Williams seems more comfortable playing soloists--people set apart by special skills or problems. Remember him in “Jumanji,” trapped in time. Or in “Popeye,” where “I yam what yam.” Or in “Mrs. Doubtfire,” crossing the gender line. Or consider his unclassifiable characters in “The Fisher King” and “Toys.” The closest he comes to a three-dimensional, grownup person is in “The World According to Garp” and “Good Morning, Vietnam.” Williams seems most at home in bodies that don't quite fit. Maybe that's why he had so much fun doing the voice of the genie in “Aladdin.” He must have been the first choice for Francis Ford Coppola's “Jack,” where he plays a boy who is aging at four times the normal rate. He is born, fully developed, after a two-month pregnancy, and at the age of 10 he looks exactly like a 40-year-old man.

1997 год принёс Уильямсу много знаковых ролей. В фильме «День отца», ремейке французской комедии «Папаши» (1983), он и Билли Кристал играют отцов, разыскивающих сбежавших из дома семнадцатилетних сыновей. Однако в процессе поиска выясняется, что они ищут одного и того же парня. Эберт назвал этот фильм «безмозглой полнометражной комедией положений», в которой слишком много положений при полном отсутствии комедии, а хитроумно построенный сценарий скрывает сильные и выставляет на показ слабые стороны двух наиболее ярких талантов в американском кинематографе — Робина Уильямса и Билли Кристала. По мнению Эберта, эти актёры настолько хороши, что если бы они даже играли экспромтом, фильм вышел бы куда лучше. В то же время Джо Куинан из «The Guardian» отметил, что ввести «Робина Уильямса и Билли Кристала в этот предсказуемо трогательный фильм — всё равно как пригласить Адольфа Гитлера и Бенито Муссолини к сжиганию книг; для них этого всего более чем достаточно». В ленте «Флаббер» Уильямс взял на себя роль рассеянного профессора Филипа Брайнарда, который изобретает метастабильное вещество, и «сохраняет свой колледж, свою карьеру и свой роман». Фильм «Разбирая Гарри», снятый исполнителем главной роли Вуди Алленом, по выражению Эберта, имеет «богатую комическую силу — Робина Уильямса в качестве актёра, обеспокоенного потерей внимания». И наконец — «Умница Уилл Хантинг» Гаса Ван Сента. Здесь Уильямс сыграл профессора колледжа Шона Магуйра, подрабатывающего психологом по просьбе старого друга по студенческому общежитию, которого беспокоит характер сироты, дворника в Массачусетском технологическом институте и математического гения Уилла Хантинга (Мэтт Деймон), который в конце концов, с помощью профессора, вспомнившего боль от потери своей жены от рака, начинает преодолевать сокрушительную неуверенность в себе и классовую неприязнь. За эту роль Уильямс в 1998 году стал обладателем своего единственного «Оскара» как лучший актёр второго плана, а друзья-сценаристы Бен Аффлек и Мэтт Деймон — за лучший оригинальный сценарий. Роджер Эберт сказал, что эта роль является одной из лучших в карьере Уильямса. Сам Уильямс в речи на церемонии награждения признался: «Я хочу поблагодарить моего отца… Человека, который, когда я сообщил, что собираюсь стать актёром, сказал: „Замечательно, но хорошо бы получить запасную профессию, например, сварщика“. Спасибо тебе», а затем Робин поднял «Оскара» над головой, словно показывая его своему отцу.
В 1998 году Уильямс снялся в фильме «Куда приводят мечты» режиссёра Винсента Уорда. Позже он признавался, что «для меня этот фильм был очень важен с точки зрения духовных поисков. Ведь мне пришлось иметь дело с эмоциями, с проблемой потерь и искупления. Несколько лет назад я потерял отца, и съёмки воскресили в моей памяти то, что я пережил тогда. Это было тяжёлое испытание». Фильм рассказывает об истории Криса (собственно, Уильямс) и Энни Нильсен (Аннабелла Шиорра), потерявших двух своих детей в катастрофе. Крис с головой ушёл в работу врача, и казалось, всё начало налаживаться, но вот и он сам попадает в автомобильную аварию. Попав в рай — воплощение волшебных и ярких картин Энни, он вдруг узнаёт, что она покончила жизнь самоубийством, и отправляется спасти её из ада. Роджер Эберт сказал, что «„Куда приводят мечты“ Винсента Уорда настолько захватывает дух красотой и смелостью своего воображения» и «подводит нас к эмоциональной грани», а заканчивается «на любопытной, но неубедительной ноте», отметив, что эта лента — «возможно, будет лучшим фильмом года. Какими бы ни были недостатки, этим фильмом можно дорожить». Эберт особенно отметил роль Робина Уильямса — у него «есть качество, делающее его центром воображаемых вселенных. Помните его в „Попае“, „Приключениях барона Мюнхгаузена“, „Игрушках“, „Джуманджи“, и в его мультипликационном воплощении в „Аладдине“? Его реальность, несмотря на ртутное остроумие, создаёт вокруг него фантастические образы, кажущиеся почти правдоподобными. Он хорош, слишком, эмоционально: он несёт это всё нам с собой». В фильме «Целитель Адамс» Уильямс появился в роли доктора, понявшего, что официальная медицина является бизнесом, и решившего исцелять самым лучшим лекарством — смехом. Некоторые критики отмечали, что Уильямс «в этой роли органичен и естественен как никогда», однако, Эберт разнёс эту ленту в пух и прах, назвав её «бесстыдной», из-за неприкрытого использования душещипательности:

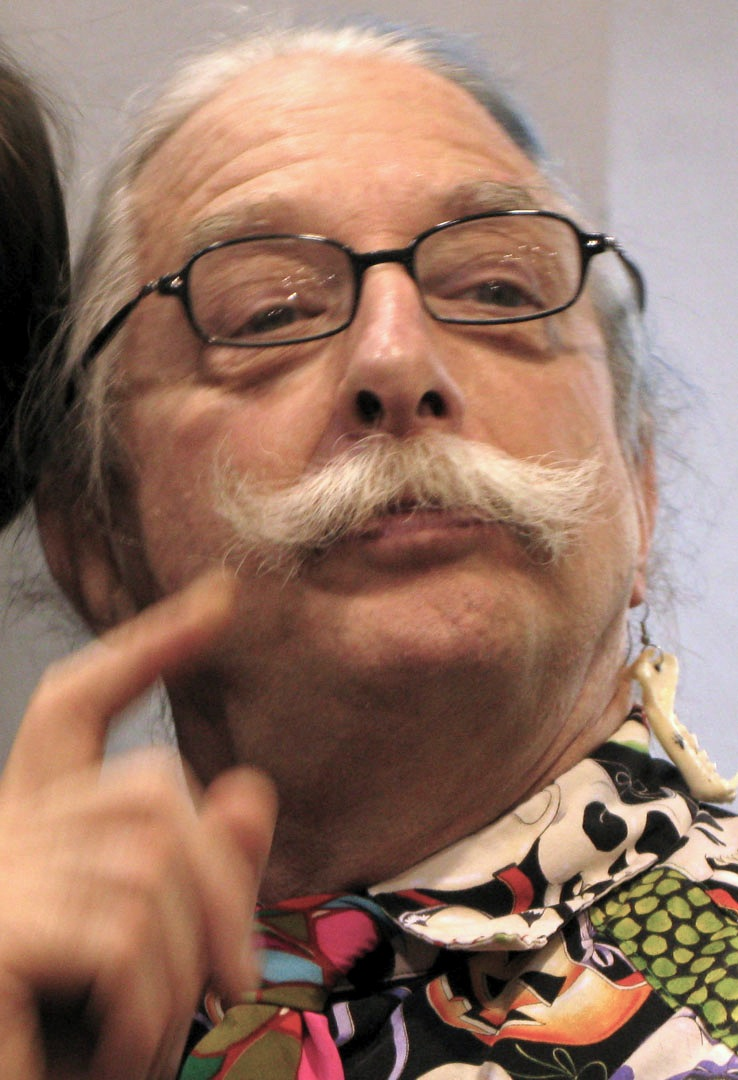
Хантер Адамс.

Я ничего не имею против сентиментальности, но её надо заслужить. Циники издевались над предыдущим фильмом Робина Уильямса, «Куда приводят мечты», в котором он отправился на небеса, а затем сошёл в ад, чтобы спасти женщину, которую любил. Банально? Возможно — но с мужественностью его (фильма) убеждений. Это не апологетика, здесь не эксплуатируется ни одна формула. Это было по-настоящему. «Целитель Адамс» — это шарлатанство.
Оригинальный текст (англ.)I have nothing against sentiment, but it must be earned. Cynics scoffed at Robin Williams' previous film, "What Dreams May Come," in which he went to heaven and then descended into hell to save the woman he loved. Corny? You bet--but with the courage of its convictions. It made no apologies and exploited no formulas. It was the real thing. "Patch Adams" is quackery.

Реально существующий доктор, на жизни которого был основан фильм — Хантер Адамс — раскритиковал фильм за стремление изобразить его просто забавным врачом. Несмотря на то, что фильм сделал Адамса известным во всём мире, он повторял, что «Уильямс в роли меня нежелателен, так как заработал на этом 21 миллион долларов. Если бы он был немного больше похож на настоящего меня, то эти деньги он бы пожертвовал на больницу, которую мы пытаемся построить в течение 40 лет. Но не пришло даже и 10 долларов». Однако известно, что Уильямс активно занимался благотворительностью, и в частности материально поддерживал Детский исследовательский госпиталь Святого Иуды.
Вышедший годом позже фильм «Якоб-лжец» не имел успеха в прокате, несмотря на то, что здесь Уильямс сыграл трагикомическую роль еврея Якоба, живущего в неназванном польском городе, превращённом нацистами в гетто, и внушающим его обитателям, что надежда есть (бюджет фильма составил более 15 миллионов долларов США, а в прокате в США собрано было всего чуть меньше пяти). Эберт объяснил это тем, что на этот «надуманный и манипулятивный» фильм ходили только ради Уильямса, и то не все его поклонники: в Торонто «Уильямс получил больше аплодисментов на выходе на сцену перед показом, чем впоследствии за весь фильм».

Робот Эндрю в исполнении Робина Уильямса объясняет своей семье «Три закона робототехники»

В 1999 году Уильямс в фильме Криса Коламбуса «Двухсотлетний человек», поставленном по одноимённой повести Айзека Азимова и его роману «Позитронный человек» 1991 года в соавторстве с Робертом Сильвербергом, исполнил роль робота Эндрю, прибывшего в упаковочной коробке в дом одной семьи в качестве бытовой техники. Эндрю замечает, что живя среди людей, он изнутри становится человеком с особой душой и проникается чувствами к теперь уже своей родной семье, и решает спасти их от смерти. Эндрю начинает производство синтетических органов для человечества, и сам же себе их вживляет, желая стать и быть официально признанным человеком. Однако этому мешает его бессмертие, и Эндрю заменяет свою синтетическую кровь на биологическую. Он умирает в возрасте двухсот лет, за мгновение до того как судья признает его человеком, отказавшись от своего бессмертия ради человечества. Роджер Эберт заметил, что в этом фильме мы имеем дело с «проблемами самоопределения и прав личности. Как и во многих историях Азимова про роботов, здесь описана загадка с интеллектом человека, но без прав и чувств. „Двухсотлетний человек“ мог бы быть умным, фантастическим фильмом, но он слишком робкий, слишком стремящийся понравиться. Он хотел, чтобы мы были как Эндрю, но трудно на человеческом смертном одре идентифицировать себя с алюминиевой скорбью».

### Начало 2000-х годов: расцвет таланта
26 марта 2000 года на 72-й церемонии вручения премии «Оскар» Робин Уильямс исполнил номинированную на премию песню «Виновата Канада» из анимационного фильма «Южный парк: больше, длиннее и без купюр». Выйдя на сцену лос-анджелесского театра Shrine Auditorium с заклеенным изолентой ртом, Уильямс начал что-то бормотать, пародируя Кенни Маккормика, а затем, сорвав изоленту, крикнул «О боже мой! Они убили Кенни!». Он исполнил песню в сопровождении хора, и когда должно было прозвучать «fuck», Робин повернулся к хору, который громко ахнул.
16 ноября 2000 года Уильямс появился в 9-м эпизоде третьего сезона американской версии сериала «Так чья сейчас реплика?», где в сценке «Что Робин Уильямс думает сейчас» рубрики «Сцены из шляпы», Уильямс заявил, что «у меня есть карьера. Какого черта я здесь делаю?». В 2001 году Уильямс посетил исследовательский центр в Северной Калифорнии, где живёт горилла Коко, владеющая языком жестов. Он быстро подружился с ней и заставил её улыбнуться впервые за полгода после смерти её друга — 27-летней гориллы Майкла. Как отметила доктор Пенни Паттерсон, он подбодрил Коко, но, «казалось, Робин тоже почувствовал изменения в себе».
2002 год ознаменовался для Уильмса нехарактерным трио тёмных и криминальных ролей. В фильме любимого жанра Дэнни Де Вито, чёрной комедии с бюджетом в 50 миллионов долларов США — «Убить Смучи» — он сыграл ведущего детского телешоу Рэндольфа Смайли, уволенного за взяточничество и пытающегося убить своего конкурента Носорога Смучи (Эдвард Нортон). В фильме Кристофера Нолана «Бессонница», ремейке одноимённого фильма норвежца Эрика Шёлдбьерга, Уильямс сыграл неудачливого писателя и хладнокровного убийцу в бегах Уолтера Финча, скрывающегося на Аляске от полицейского из Лос-Анджелеса Уилла Дормера (Аль Пачино). В этом психологическом триллере персонажи шантажируют друг друга, играя как бы в кошки-мышки. Любящий выпить Дормер случайно стреляет в своего партнёра, после чего заметает следы своей вины, ссорится со своей подружкой Элли Берр (Хилари Суонк) и одновременно пытается поймать Финча, что ему никак не удаётся, поскольку Финч, будучи писателем, всегда на один шаг впереди — знание психологии детективов помогает ему избежать захвата. Филип Френч в «The Guardian» высказал мнение, что Нолан отыскал в Уильямсе его «тёмную сторону», и роль Финча стала лучшей работой актёра за многие годы. Но этот фильм оказал и негативное влияние на карьеру Уильмса — вследствие большой загруженности он сорвался и снова начал пить.
В психологическом триллере Марка Романека «Фото за час» Робин перевоплотился в одинокого и эмоционально замкнутого работника фотосалона Сэймура «Сэя» Перриша, ставшего одержимым семьёй, для которой он печатал фотографии. Узнав об измене главы семьи из фотоплёнок, принесённых его любовницей, Сэй решил вмешаться в их отношения, вознамерившись привести всё к собственному представлению об идеальном мире, не сознавая того, как пуста его жизнь. За эту роль Уильямс получил премию «Сатурн» за 2003 год как лучший актёр, кроме того, ходили слухи о возможной номинации на «Оскар».
| «Убить Смучи» Только чрезвычайно талантливые люди могли бы сделать «Убить Смучи». Тем, у кого меньше таланта, не хватило бы нервов, чтобы сделать фильм так плохо, так просчитавшись, так не получив связи с любой возможной аудиторией. Для того, чтобы сделать фильм ужасным, вы должны иметь огромное честолюбие и уверенность, и грезить о больших мечтах.Оригинальный текст (англ.)Only enormously talented people could have made "Death to Smoochy." Those with lesser gifts would have lacked the nerve to make a film so bad, so miscalculated, so lacking any connection with any possible audience. To make a film this awful, you have to have enormous ambition and confidence, and dream big dreams. | «Бессонница» Пачино и Уильямсу очень хорошо вместе. Их сцены работают, потому что характер Пачино в отношении Уильямса вынужден смотреть на зеркало своего самообмана. Обе стороны контрастны. Пачино морщинистый, усталый, темные круги под глазами, его челюсти медлят из-за усталости. Уильямс имеет гладкое, открытое лицо истинного верующего, в его случае человека с убеждениями. В этом фильме и в «Фото за час», показанном на Сандэнсе 2002 года и выпускаемом в этом году, Уильямс напоминает нам, что он является значительным драматическим талантом — в то же время, на протяжении многих лет, появляясь в некоторых комедиях («Убить Смучи» сразу бросается в глаза), и его серьёзные фильмы почти всегда хорошие.Оригинальный текст (англ.)Pacino and Williams are very good together. Their scenes work because Pacino's character, in regarding Williams, is forced to look at a mirror of his own self-deception. The two faces are a study in contrasts. Pacino is lined, weary, dark circles under his eyes, his jaw slack with fatigue. Williams has the smooth, open face of a true believer, a man convinced of his own case. In this film and "One-Hour Photo," which played at Sundance 2002 and will be released later in the year, Williams reminds us that he is a considerable dramatic talent--and that while, over the years, he has chosen to appear in some comedic turkeys ("Death to Smoochy" leaps to mind), his serious films are almost always good ones. | «Фото за час» Робин Уильямс играет Сэя в другом развороте личности улыбающегося безумца, как убийцу в «Бессоннице». Он делает это так хорошо, что у вас нет ни малейшего сомнения, принять ли его в этой роли. В первый раз мы видим Сэя за его прилавком, аккуратного, улыбающегося, с несколькими дополнительными фунтами от рутинной закусочной, он подкупил нас. Он там. Он рождён для розницы.Оригинальный текст (англ.)Robin Williams plays Sy, another of his open-faced, smiling madmen, like the killer in "Insomnia." He does this so well you don't have the slightest difficulty accepting him in the role. The first time we see Sy behind his counter, neat, smiling, with a few extra pounds from the diner routine, we buy him. He belongs there. He's native to retail. |

Сам Уильямс, говоря об этих трёх злодейских фильмах, говорил, что «для меня это как голубой период Пикассо. Это тёмные фильмы. Я попросил агента подыскать мне один фильм. Он нашёл три — с тремя действительно странными, причудливыми ролями. Например, в фильме „Фото за час“, даже не знаешь, какая темнота тебя ждёт. Люди приходят с мыслью: „О, он хороший человек“, и даже на фильм также: „Ах, он хороший человек“. А когда всё становится более жутким, незнакомым и тревожным, и именно тогда я думаю, почему это всё работает — потому что люди не ожидают этого от меня». Отмечая неожиданность драк с Аль Пачино, Уильямс сказал, что внутри «существует животное, вид звериного адреналина, выпускающееся, когда вы внезапно начинаете говорить „ублюдок!“. И тогда вы начинаете из человека ногами делать дерьмо. А потом мы все пообедали».
В июле 2002 года Робин Уильямс выступил с новой юмористической программой «Робин Уильямс: Вживую на Бродвее», которая впоследствии была записана и показана по телеканалу HBO.
В 2004 году Уильямс под номером 13 вошёл в список «100 величайших стенд-ап комиков всех времен» от «Comedy Central», а позже был приглашён в биографический телефильм «За кадром: Неофициальная история Морка и Минди» (2005), повествующий о документированной истории вхождения комика в мир Голливуда.
В 2005 году Уильямс сыграл эпизодическую роль в фильме «Ноэль», по выражению Эберта — «обычной истории печальных незнакомцев, которые ищут счастья в канун Рождества, но с изменением в том, что большинство персонажей являются абсолютно сумасшедшими». Робин — это Чарли Бойд, неподвижный инвалид, лежащий в тёмной палате дома престарелых, однажды ночью от отчаяния сказавший сорокалетней издательнице Роуз, пришедшей проведать свою мать — «Я люблю тебя!».
В фильме «Тайны прошлого» Уильямс перевоплотился в Паппаса, друга главного героя Тома Уоршоу (Дэвид Духовны), мысленно возвратившегося в прошлое, чтобы пересмотреть сложившуюся оценку прошедших событий. Тот же год — и ещё один фильм, перекликающийся с «Фото за час» — о людях грязной работы — «Окончательный монтаж». В связи с этим, Роджер Эберт отметил, что:

Существует другой Робин Уильямс — одинокий затворник, скрывающийся внутри экстраверта. Уильямс способен внедрить этот тайный, скрытный характер в роли, весьма далёкие от Морка, миссис Даутфайр и Джинна в Аладдине. Ещё начиная с фильма «Лови момент» (1986), малозаметной экранизации одноимённого романа Сола Беллоу о человеке, теряющем всё важное, Уильямс брал роли персонажей замкнутых, склонных к самосозерцанию, одержимых или ушедших в себя. Как пример, его работа в картине «Секретный агент» (1996), где он играет человека, который постоянно носит с собой взрывчатку в эдвардианском Лондоне; в «Фото за час» (2002), где он играет одинокого человека, проживающего чужие жизни по фотографиям, и в «Бессоннице» (2002), где он играет убийцу, прощающего себя потому, что… ну, такие вещи случаются. Уильямс доводит своего отщепенца в своём роде до совершенства в «Окончательном монтаже» — грустной научно-фантастической драме Омара Наима. Он играет монтажёра, человека, редактирующего воспоминания. […] Он живёт один, проводя большую часть времени в комнате со своим оборудованием.
Оригинальный текст (англ.)There is another Robin Williams, a lonely recluse hiding inside the extrovert. Williams is able to channel this furtive, secretive persona for roles that are far removed from Mork, Mrs. Doubtfire and Aladdin's Genie. As early as "Seize the Day" (1986), a little-seen adaptation of Saul Bellow's novel about a man who loses everything of importance, Williams was accepting roles in which he would be inward, withdrawn, obsessive, peculiar. Consider his work in "The Secret Agent" (1996), as a man who prowls Edwardian London with explosives strapped to his body; "One Hour Photo" (2002), where he plays a loner who lives vicariously through the photographs he develops, and "Insomnia" (2002), where he plays a killer who forgives himself because, well, these things happen. Williams brings this oddball outsider to a kind of perfection in Omar Naim's "The Final Cut," a moody science fiction drama. He plays a Cutter, a man who edits memories. [...] He lives alone, spending most of his time in a room with his Cutting machines.
— Роджер Эберт

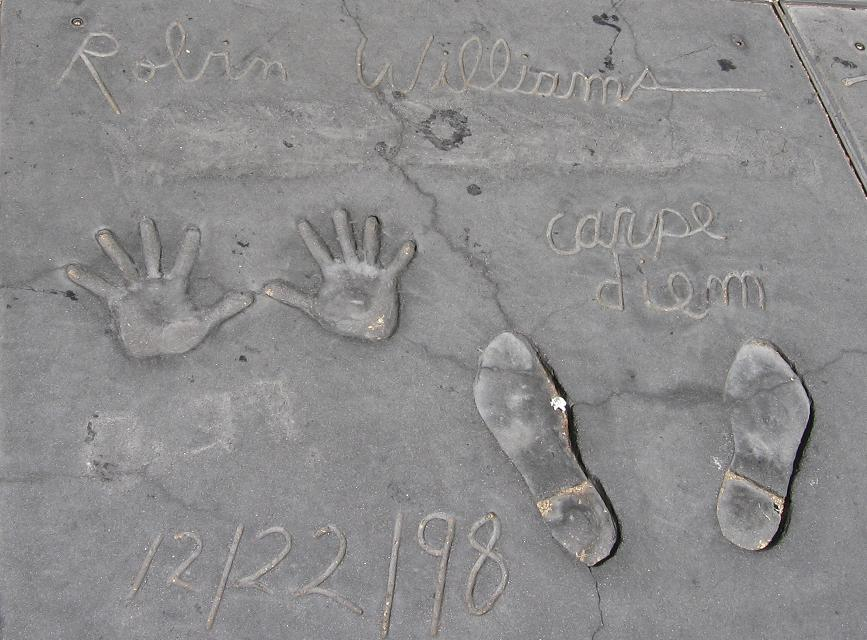
Отпечатки ладоней и подошв обуви Робина Уильямса у Китайского театра, с написанным им выражением «Carpe diem» из фильма «Общество мёртвых поэтов»
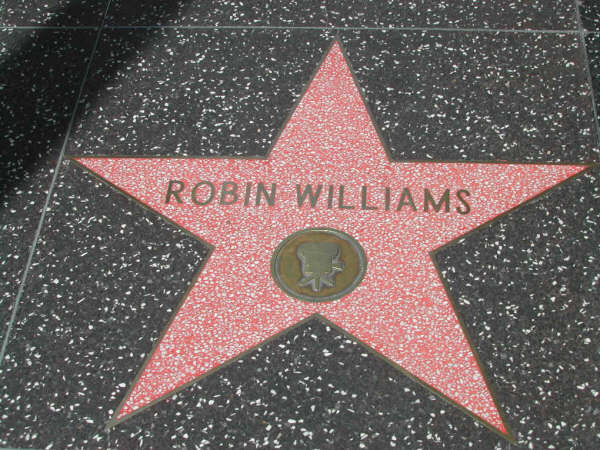
Звезда Робина Уильямса «за вклад в развитие киноиндустрии» на Голливудской «Аллее славы» в Лос-Анджелесе

### Середина и конец 2000-х годов: от Рузвельта до Рузвельта
«Я перестал пить, когда у меня появились дети, потому что я хотел всегда быть начеку. Я не хотел бы пропустить ни одной вещи, которую дети говорят или делают. Это очень важно для меня. Когда у вас дети, вы ведёте себя, как на наркотиках. Вы всегда сосредоточены. Вы покрыты с головы до ног их маленькими детскими какашками, но это круто. Вот почему я перестал пить».
     — Из интервью Уильямса журналу «Esquire»
В 2006 году Уильямс после 20-летнего перерыва снова начал пить и прошёл лечение от алкогольной зависимости в реабилитационном центре «Hazelden Springbrook» в городе «Ньюберг» штата Орегон, признав себя алкоголиком. Его секретарь Мара Бруксбаум сказала, что «он решился на активные меры по борьбе с этим для собственного благополучия и благополучия своей семьи». Позже Уильямс говорил, что «последние два года я думал, что сам справлюсь с этой заразой, но я не смог. Очень трудно признаться, что тебе нужна помощь, но когда сделаешь это, то становится легче». После этого он быстро вернулся к интенсивным съёмкам. В фильме «Дурдом на колёсах» у Барри Зонненфельда, по выражению Эберта, «Робин Уильямс в очередной раз продемонстрировал, что более эффектен на экране, когда серьёзен, чем в попытке быть смешным». Его персонаж, зажиточный хозяйственник из Калифорнии Боб Мунро, со всей семьёй вместо обещанных Гавайев едет на автодоме в поход в штат Колорадо. Желая воссоединить семью, он невольно её разрушает, но недовольные всем и вся дети с женой в конце концов начинают понимать друг друга и становятся полноценной семьёй, найдя более простой и честный образ жизни. В ленте «Человек года» Уильямс играет комика Тома Доббса, ставшего президентом и попавшего в неприятную историю из-за электронной системы голосования. Сюжет фильма перекликается со скандалом из-за пересчёта голосов в Огайо — штате, ставшем решающим для победы и второго срока президента Джорджа Буша-мл. на президентских выборах 2004 года. Уильямс, объясняя эти параллели, отметил, что «наш фильм не о политических партиях, а о том, что вся система провальна»:
Том принял участие в президентских выборах только потому, что захотел тряхнуть стариной. Он выигрывает нечаянно — из-за компьютерной ошибки. Так что оставаться в Белом доме для него было бы нечестно. Если бы и в реальной жизни всё решалось справедливо... Что на самом деле случилось в Огайо? Не могу сказать наверняка, но, видимо, компьютерная программа была с браком. Мне кажется, что слот-машины в Лас-Вегасе контролируются лучше, чем электронные машины по подсчету избирательных бюллетеней.
В том же году Уильямс снова сыграл президента, но на этот раз воскового — Теодора Рузвельта в фильме «Ночь в музее», помогшего справиться неудачнику Ларри Дэйли с ожившими экспонатами и вредными охранниками Музея естественной истории. В ленте «Ночной слушатель» Уильямс исполнил роль радиоведущего Габриэля Нуна, решившего вмешаться в судьбу 14-летнего мальчика из семьи с проблемами СПИДа и жестокого обращения с детьми. Эберт отметил, что «Ночной слушатель» «атмосфернее хичкоковских триллеров (скорее „Головокружение“, чем „Психо“), показывает одну из тончайших работ Уильямса в качестве актёра», хоть и в последнее время «его экранная персона стала невыносимой, либо слащавое „любите меня!“ („Москва на Гудзоне“, „Общество мертвых поэтов“) или „смотрите на меня!“ („Доброе утро, Вьетнам“, „Миссис Даутфайр“) — или оба („Целитель Адамс“). Он достиг точки несмотрибельности, но затем медленно начал заново создавать себя в качестве актёра. Он намеренно научился быть жутким („Бессонница“, „Фото за час“), таким образом, чтобы сюжет заработал. И он дисциплинированно не полагается на одну лишь маниакальную энергию». Помимо съёмок в фильмах, 30 января Уильямс появился в реалити-шоу «Дом закрыт на ремонт», а 1 апреля, в день дурака, неожиданно стал мишенью для смеха на награждении премией «Kids’ Choice Awards». В фильме 2007 года — «Август Раш» (по мнению Эберта — «очень свободной современной адаптации элементов из Оливера Твиста») живущий музыкой 11-летний Эван Тэйлор убегает из детского дома в поисках своих родителей. В парке на Вашингтон-сквер он замечает уличных музыкантов, которые приводят его к Колдуну (собственно, Уильямс), посылающим свою «маленькую армию» на улицы для сбора денег. Увидев талант Эвана, он нарекает его новым именем — Август Раш. Обретя популярность, Эван-Август благодаря музыке встречает своих настоящих родителей (Кери Расселл и Джонатан Рис-Майерс). В фильме «Лицензия на брак» Уильямс сыграл священника, согласившегося поженить Бена (Джон Красински) и Сэди (Мэнди Мур) только после того, как они пройдут его специальный подготовительный курс для супругов.
В феврале 2009 года, после шестилетнего перерыва, Робин Уильямс представил в Театре Нила Саймона свой новый моноспектакль «Оружие саморазрушения», планировавшийся как гастрольный тур из Санта-Барбары в Калифорнии по 80 американским городам. Но во Флориде выступление пришлось прервать из-за проблем со здоровьем. Робин обратился в больницу из-за приступов одышки, и 13 марта перенёс операцию по замене аортального клапана, который, по его словам, «просто взорвался», в клинике Кливленда. Тур был закончен в Нью-Йорке 3 декабря, а 8 декабря был показан на канале «HBO».
Несмотря ни на что, Робин продолжил активно сниматься, и в 2009 году Уильямс-Рузвельт снова участвует в спасении своего родного музея, на этот раз в битве при Смитсоне — «Ночь в музее 2». В драме «Психоаналитик» Уильямс играет актёра-неудачника Джека Холдена, пришедшего к психоаналитику Генри Картеру (Кевин Спейси) с убеждением в том, что все проблемы из-за сексуальной зависимости, а не от алкоголизма. В фильме «Самый лучший папа», Робин играет Ланса, учителя средней школы и разведённого отца отвратительного подростка. Его сын умирает от несчастного случая в результате самоудушения и благодаря своему отцу он становится объектом культа, почитания и скорби в школе, где он был студентом и его папа до сих пор преподаёт. По мнениям критиков, эта картина стала отражением всей гениальности Уильямса, являющегося, по замечанию Эберта, «иногда лучшим в драме, чем в комедии», а Декка Айткенхеад из «The Guardian» и вовсе сказала, что фильм является «блестящим. После съёмок в течение последних лет в большом количестве сентиментального шлака, вот, наконец, умная и вдумчивая, тёмная, слегка странная комедия, затрагивающая множество интересных тем». В недалёком, по мнению Эберта, фильме «Так себе каникулы» Уильямс и Джон Траволта вынуждены нянчить двух маленьких детей накануне важной сделки с японскими бизнесменами, в результате чего им приходится сделать выбор: что лучше — бездушная работа и стремление заработать всё больше денег или любимая семьи и дети в своём жизнеутверждающем беспорядке. Одновременно Уильямс принял участие во множестве комедийных программ, записал три комедийных альбома и ежегодно проводил акцию «Разрядка смехом», которую сам и организовал в 1986 году для помощи бездомным.
4 декабря 2010 года Робин появился с Робертом Де Ниро в сценке «Что с этим делать?» юмористического шоу «Saturday Night Live» на телеканале NBC. В 2011 году Уильямс принял участие в псевдодокументальном фильме «Certifiably Jonathan» о комике Джонатане Уинтерсе. В связи с этим Роджер Эберт отметил, что Уинтерс «заслуживает большего, чем это», а из всех его знаменитых друзей «только Робин Уильямс смешной», как и на старых ТВ-шоу. 31 марта Уильямс сыграл в бродвейском театре Ричарда Роджерса — в пьесе «Бенгальский тигр в Багдадском зоопарке».

### Последние роли: 2012—2014

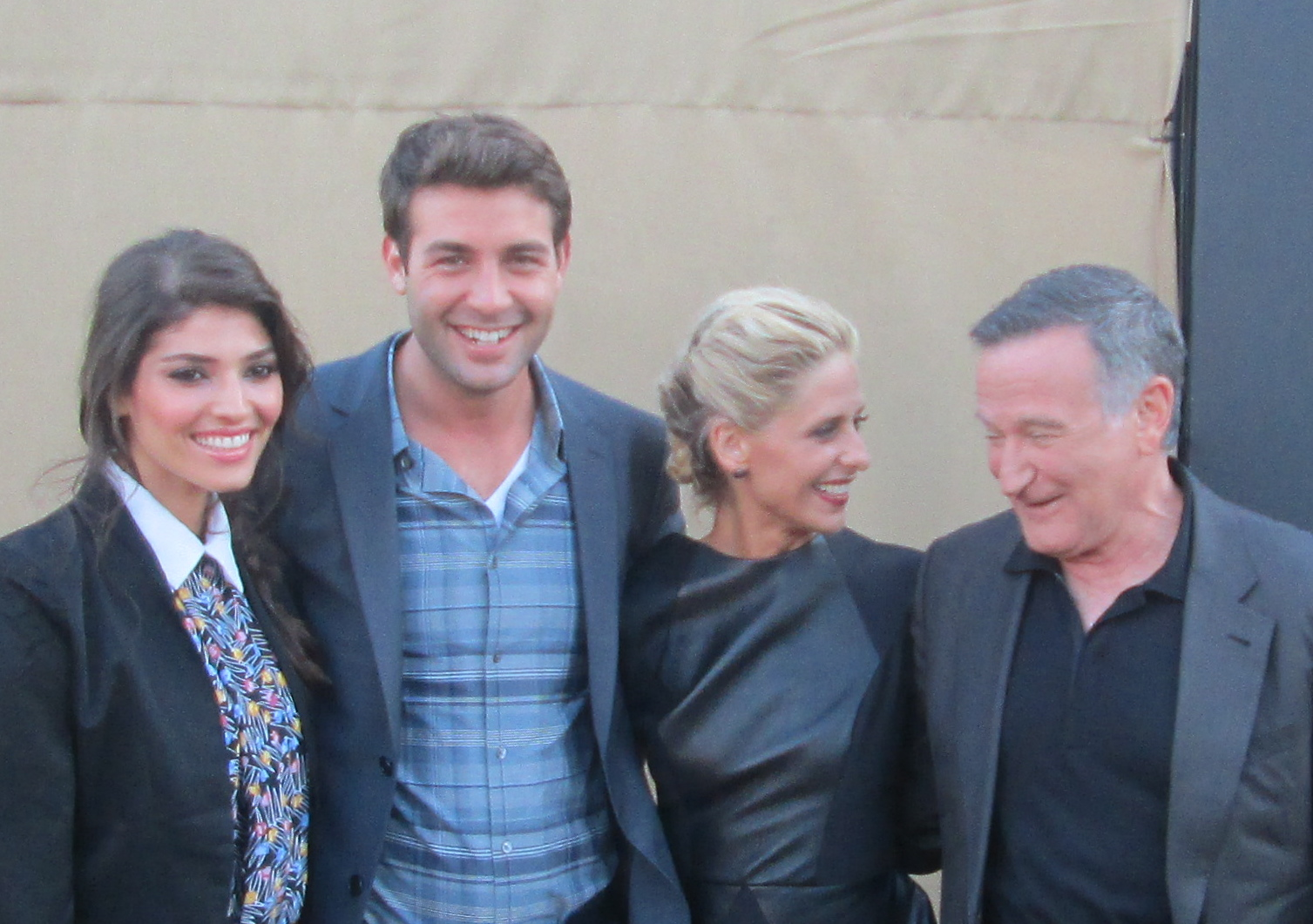
Актёрский состав сериала «Сумасшедшие»: Аманда Сеттон, Джеймс Уок, Сара Мишель Геллар, Робин Уильямс. 2012 год

В 2012 году Уильямс был приглашённым актёром в роли самого себя в двух сериалах канала FX: «Луи» и «Уилфред».
В феврале 2013 года канал «CBS» объявил о начале съёмок комедийного сериала Дэвида Э. Келли под названием «Сумасшедшие» с Уильямсом в главной роли — в роли Саймона Робертса, отца, работающего со своей дочерью (Сара Мишель Геллар) в рекламном агентстве. Съёмки начались 10 мая, а премьера пилотной серии состоялась 26 сентября 2013 года, однако сериал не пользовался успехом у зрителей и был закрыт после первого сезона, 10 мая 2014 года. Этот сериал стал последним крупным телепроектом в его карьере и получил неоднозначные отзывы: от сплошной критики «этого неубедительного и странного шоу» до вхождения в список одних из запоминающихся работ Уильямса.
В фильме «Большая свадьба» (2013) в сопровождении звёздного актёрского состава, среди которого Роберт де Ниро и Кэтрин Хайгл, Дайан Китон и Сьюзан Сарандон, Уильямс перевоплотился в святого отца Монэйвэна, и, как сказал сменивший Эберта на посту критика Игнатий Вишневецкий — «на удивление терпимо», так как «это фильм, в котором никто не чувствовал себя вынужденным сделать хорошую работу — и именно поэтому никто не должен чувствовать себя вынужденным, чтобы увидеть его». В ленте «Дворецкий» — фильме о многовековом расколе между домашними неграми (средний класс) и полевыми (рабочий класс) на примере жизни дворецкого из Белого дома Уильямс снова играет президента, но на этот раз Дуайта Эйзенхауэра, занимающегося, по мнению критиков, анализом своих поступков.
Среди последних фильмов Робина Уильямса 2014 года были «Лицо любви» — роль вдовца Роджера, желающего быть ближе к одинокой женщине, «Князь провидения» — роль коррумпированного и бесчестного политика и «Этим утром в Нью-Йорке» — роль вредного человека, узнавшего, что ему осталось жить всего 90 минут (этот фильм был жёстко раскритикован). В интервью на вопрос, что бы он сделал, если бы ему осталось только 90 минут, Робин ответил, что просто побыл бы со своими детьми и женой, «сделавшей мою жизнь удивительной». В комедии «Ночь в музее 3» Уильямс снова исполнил роль восковой фигуры Теодора Рузвельта, а в ленте «Всё как ты захочешь» озвучил говорящую собаку по кличке «Дэннис». Сценарист этого фильма Терри Джонс позже говорил, что производство фильма задержалось на четыре года, но Уильямс, согласившись в 2010 году, вдохновенно и блестяще озвучил собаку в 2014-м. Сценарист также отметил: «Прежде всего, то, что я помню о Робине, было его смирение. Он мог быть смешным как никто другой — как будто у него был другой монументальный голос, говоривший ему — будь забавным — не жди!». Также Уильямс исполнил роли в фильмах «Это, блин, рождественское чудо» — истории о Бойде Митчлере, решившем провести Рождество со своими родственниками, и «Бульвар», где он сыграл банковского клерка, пытающегося избежать унылого существования и вынужденного скрывать свою сексуальную ориентацию.
В планах Уильямса были съёмки в продолжении «Миссис Даутфайр», которое, вероятно, уже не будет выпущено. История с «Миссис Даутфайр 2» началась ещё в 2001 году с Бонни Хант. Уильямс должен был вернуться в роли той же няни, однако из-за некоторых проблем в начале 2006 года началось переписывание сценария и ожидалось, что фильм выйдет в конце 2007 года, но дальше сиквел пошёл на «слом» в середине 2006 года. История заключалась в том, что Уильямс в качестве миссис Даутфайр «дежурит» у колледжа дочери, присматривая за ней. В интервью для Newsday Уильямс объяснил причины отмены тем, что «сценарий просто не работал». В мае 2013 года Крис Коламбус заявил, что говорил с Робином о сиквеле, и студия была заинтересована этим. По состоянию на 17 апреля 2014 года сиквел находился в разработке у компании «Fox 2000», а сценарист фильма «Эльф» Дэвид Беренбаум взялся за сценарий. Однако преждевременная смерть Уильямса, как и его личный запрет на использование своего образа, положили конец работе над фильмом на ранней стадии.

## Общественная и благотворительная деятельность
В 1986 году Уильямс объединился с Вупи Голдберг и Билли Кристалом для создания ежегодного телевизионного шоу на канале HBO «Разрядка смехом» с целью привлечь внимание к проблемам бездомных. В общей сложности, с 1986 по 1998 год (плюс события 2006 года — ураган «Катрина»), Уильямс, Кристал и Голдберг посетили много приютов для бездомных и центров обслуживания по всей стране, в результате чего по состоянию на 2014 год было собрано 80 млн долларов США. Создатель шоу Боб Змуда, объяснял, что Уильямс чувствовал себя счастливым, потому что он происходил из богатой семьи, но хотел сделать что-то для помощи тем, кому меньше повезло. Уильямс также выступал в поддержку прав женщин, за увеличение грамотности и введение льгот для ветеранов. 9 мая 1990 года Робин Уильямс вместе с Вупи Голдберг выступил на сенатских слушаниях конгресса США в поддержку Акта об активизации профилактики бездомности, который мог бы создать систему услуг по поддержке бездомных при финансовой помощи служб охраны психического здоровья и жилищных центров поддержки. В том же году акт был принят с увеличенным финансированием.
Робин Уильямс постоянно участвовал в мероприятиях «United Service Organizations»: путешествовал по всему миру, развлекая и подбодряя солдат и их семьи, дислоцированных и за рубежом и на родине. По данным организации, с 2002 по 2013 год Уильямс выступил в общей сложности перед 89 тысячами солдат в 13 странах мира: Афганистане, Бахрейне, Джибути, Германии, Ираке, Италии, Испании, Кувейте, Кыргызстане, Катаре, ОАЭ, США и Турции. Робин Уильямс был любим американскими военными, возможно, даже больше, чем американской общественностью, однако как и любой здравомыслящий человек, он проводил чёткое различие между государственной политикой и нуждами обычных людей. После смерти актёра министр обороны Чак Хейгел в специальном заявлении отметил, что всё «сообщество Министерства обороны оплакивает потерю Робина Уильямса. Робин был одарённым актёром и комиком, но он был также верным другом и сторонником наших войск. Развлекая тысячи мужчин и женщин из обслуживающего персонала в зонах военных действий, со своей благотворительностью и помощью ветеранам в борьбе со скрытыми ранами войны, он был верным и сострадательным защитником для всех, кто служит этой нации в военной форме. Его будет недоставать мужчинами и женщинами министерства — так как многие из них были лично тронуты его юмором и щедростью». А пресс-секретарь Пентагона адмирал Джон Кирби в микроблоге в твиттере вспомнил, что «однажды я спросил Робина Уильямса, какой совет дать моему сыну, которому вскоре исполнится 18 лет. „Следовать своему сердцу“, сказал он. „Голова не всегда верна“».

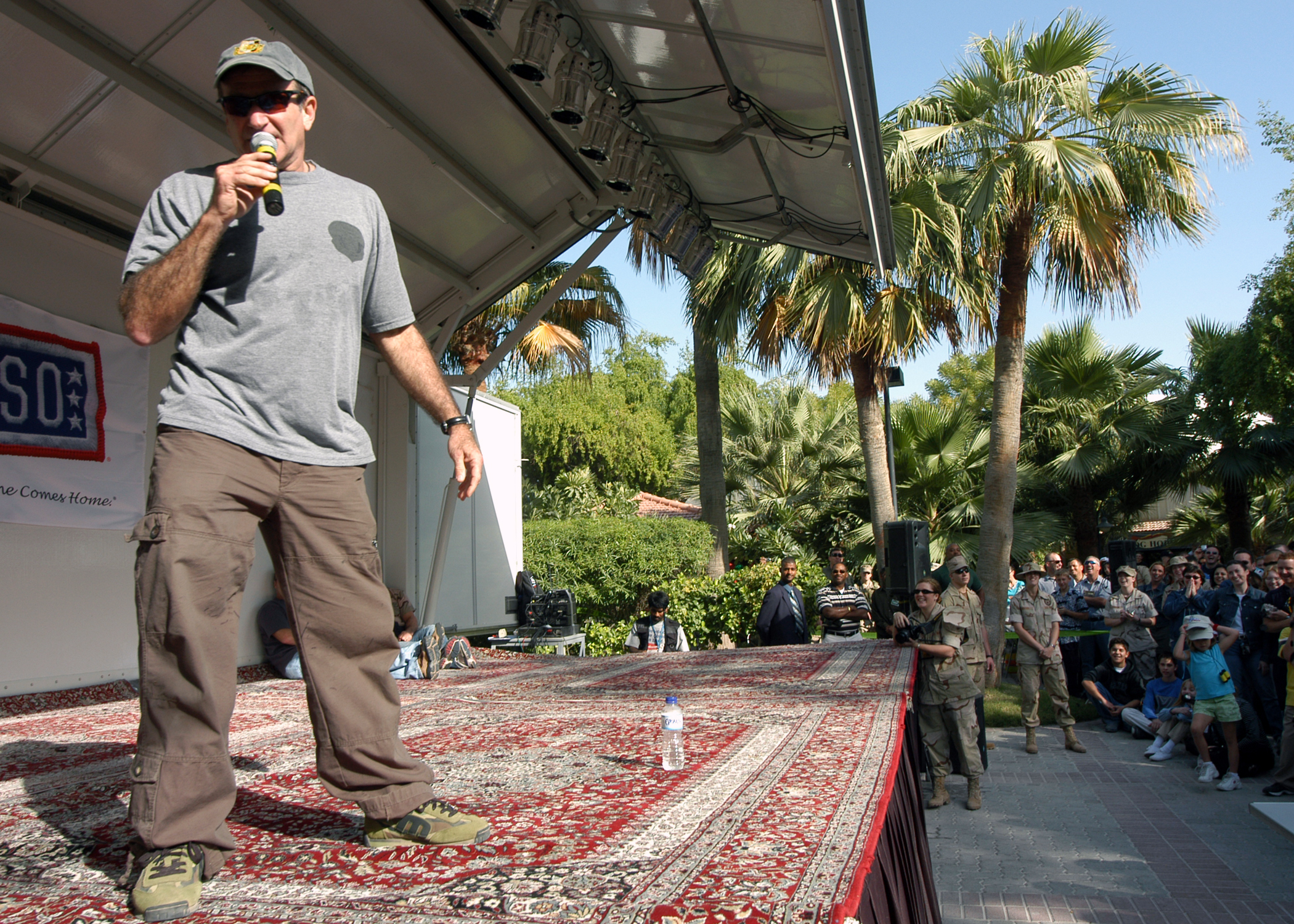
Робин Уильямс выступает в Манаме, Бахрейн, 19 декабря 2003 года
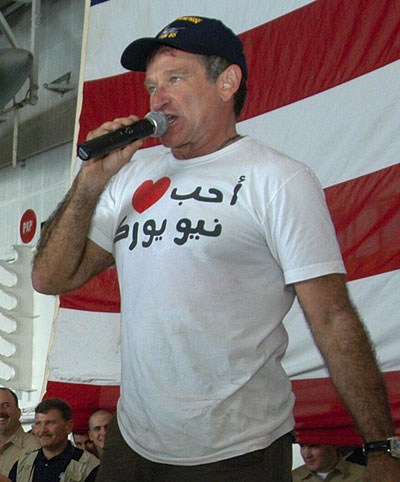
Робин Уильямс выступает на авианосце «USS Enterprise», 19 декабря 2003 года
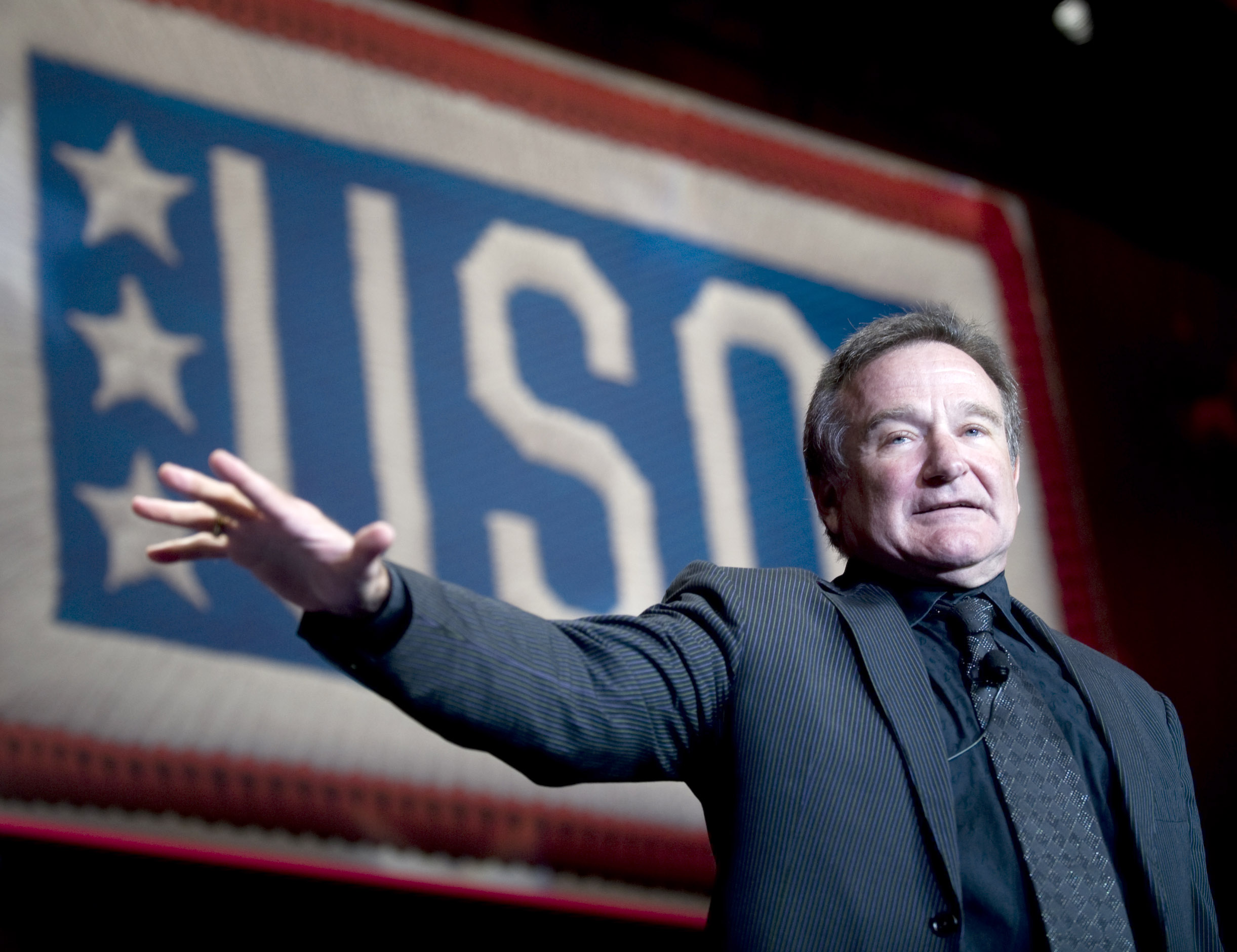
Робин Уильямс выступает на благотворительном концерте «USO», Вашингтон, США, 1 октября 2008 года

Вместе со второй женой Маршей Уильямс основал «Windfall Foundation», благотворительную организацию, помогающую многим фондам. В декабре 1999 года он вдохновил знаменитостей многих стран вместе исполнить кавер-версию песни «It's Only Rock 'n Roll (But I Like It)» группы «The Rolling Stones» для помощи фонду «Children's Promise». В течение нескольких лет Уильямс поддерживал Детский исследовательский госпиталь Святого Иуды. После землетрясения в Кентербери 2010 года Уильямс пожертвовал все доходы от своего спектакля «Оружие самоуничтожения» на восстановление Крайстчёрча — города в Новой Зеландии
Кроме этого, Уильямс помогал и отдельным людям. В подтверждение можно привести историю о том, как он записал видеообращение к 21-летней Вивиан Уоллер из Новой Зеландии. После того, как в январе 2014 года врачи нашли у неё рак, девушка составила список из пяти дел, которые она бы хотела завершить до смерти: выйти замуж, отметить свой 21-й день рождения, увидеть, как дочь Софи празднует свой первый день рождения, побывать на островах Кука и встретиться с Уильямсом. Из-за состояния здоровья она не смогла полететь в США, после чего один из её друзей связался с Уильямсом и попросил его записать послание, позже отправленное по электронной почте, в котором он сказал: «Привет, Вивиан! Это Робин Уильямс. Как там, в Новой Зеландии? Я посылаю тебе всю свою любовь, тебе, Джеку и Софи, поэтому можешь вычеркнуть меня из своего „списка дел“», а затем спел короткую песню и послал воздушный поцелуй. Вивиан и Джек Уоллер сыграли свадьбу в феврале, их дочь отпраздновала свой первый день рождения в апреле. Единственное, что ей не удалось сделать — посетить Раротонгу, так как она находится в хосписе в Окленде — потому что курс химиотерапии не дал результатов. Джек сказал, что она не могла поверить в исполнение её мечты Уильямсом, и отметил, что не обсуждал его смерть, так как это слишком больная тема для Вивиан: «Мы просто наслаждаемся жизнью и проводим время вместе». Он признался, что решил опубликовать видео, после того, как с женой узнал о смерти Робина, и для того чтобы показать всем, каким прекрасным человеком он был. Однажды Уильямс арендовал частный самолёт, чтобы встретиться с тяжелобольной Джессикой Коул. Также Робин дал автограф Генри Кравиту, у племянника которого, Дэвида, был обнаружен редкий и агрессивный вид рака, для того чтобы активизировать сбор денег на лечение, после чего он пригласил их на съёмочную площадку в Нью-Йорк.

## Личная жизнь

### Семья и дети

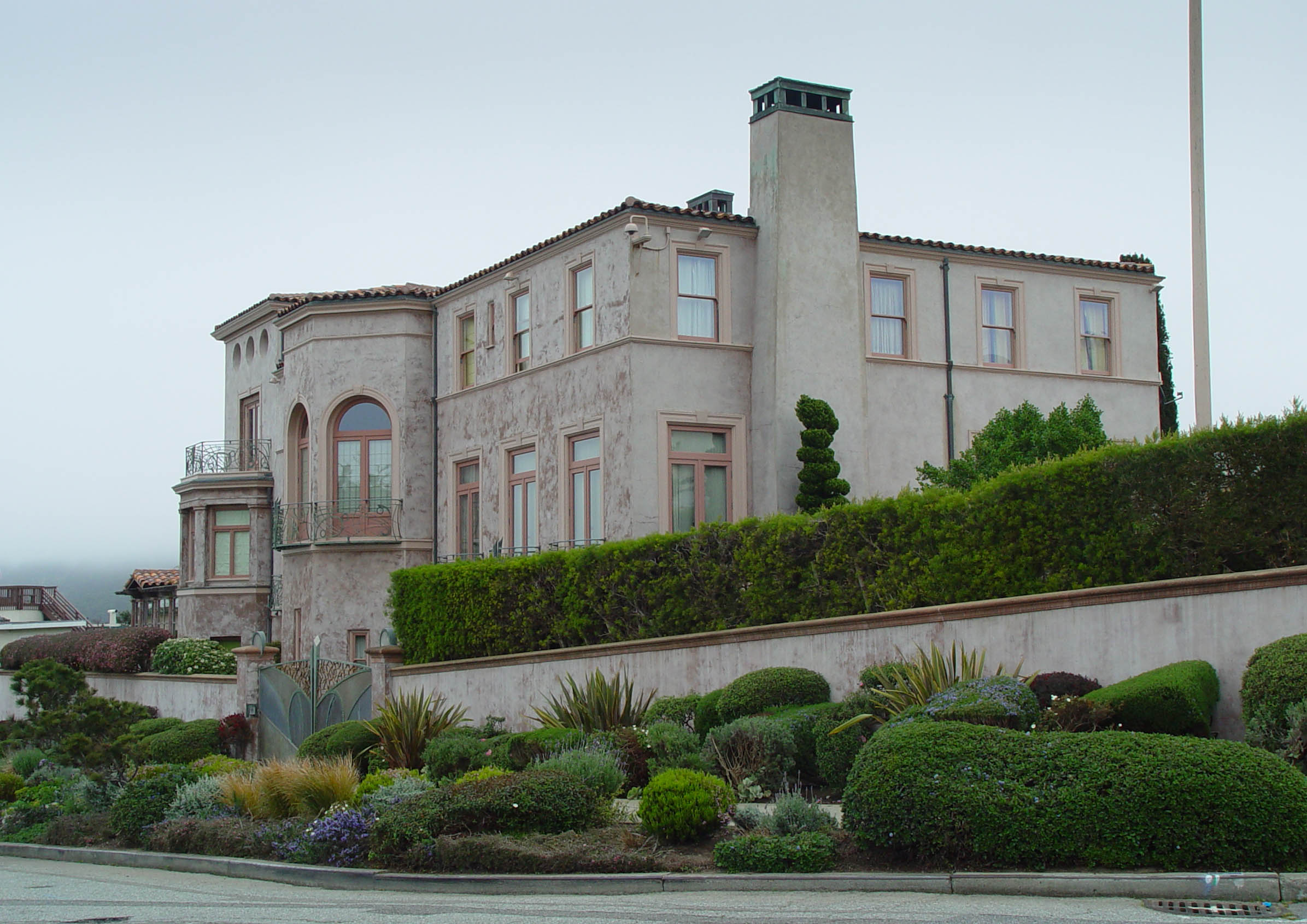
Дом Робина Уильямса в Си-Клиффе, 2007 год

В 1976 году, когда Уильямс работал барменом в таверне в Сан-Франциско, он встретил модель и актрису Валерию Веларди. 4 июня 1978 года они поженились. Валерия родила Робину сына, которого назвали Закари Тим Уильямс (р. 1983). В 1984 году Уильямс имел внебрачную связь с официанткой Мишель Тиш Картер. После 10 лет совместной жизни, в 1988 году, Уильямс и Веларди развелись.
30 апреля 1989 года Робин женился на няне Закари — Марше Гарсес, беременной его ребёнком. В этом браке у него было двое детей: дочь Зельда Рэй (р. 1989) и сын Коди Аллен (р. 1991). В марте 2008 года Гарсес подала на развод, сославшись на непримиримые разногласия.
Третий брак Робина Уильямса с графическим дизайнером Сьюзан Шнайдер был официально зарегистрирован 23 октября 2011 года в городе Сент-Хелина в штате Калифорния. Сам Уильямс считал, что новые отношения помогут избавиться от депрессии. Местом их проживания был дом Уильямса в районе Сан-Франциско — Си-Клифф.

### Друзья
Во время учёбы в Джульярдской школе Уильямс подружился с Кристофером Ривом. После несчастного случая в 1995 году (Рив упал с лошади и был парализован до своей смерти в 2004 году) они ещё сильнее сдружились, Уильямс часто его посещал, смешил и приободрял, и даже спас от тяжёлой депрессии. Уильямс посвятил его памяти премию Сесиля Б. Де Милля на 62-й церемонии вручения «Золотого глобуса» и стал защищать интересы его семейного фонда — Christopher and Dana Reeve Foundation. Став членом Совета директоров фонда, он взял на себя роль защитника интересов этого сообщества, что привело к массовому росту пожертвований. После окончания медицинской страховки Рива Уильямс оплатил многие из его счетов из своего кармана, а после того, как вдова Рива, Дана, умерла в 2006 году, он морально и финансово помог их 14-летнему сыну Уильяму.

### Интересы и увлечения
Уильямс болел за две спортивные команды: по футболу — «Сан-Франциско Форти Найнерс», а по бейсболу — «Сан-Франциско Джайентс». Он и сам занимался спортом: участвовал в профессиональных велогонках на шоссе, когда Лэнс Армстронг доминировал на «Тур де Франс», а также увлекался каякингом. Домашним животным у него был мопс «Ленни», с которым Робин часто гулял вокруг своего дома в Сан-Франциско.
Несмотря на то, что Уильямс принадлежал к протестантской Епископальной церкви и часто шутил по этому поводу, он называл себя «почётным евреем». В 2008 году, на 60-ю годовщину Дня независимости Израиля, Уильямс появился на праздновании на Таймс-сквер, и поздравил Израиль «с днём рождения». В то же время, не исповедуя ни одну конкретную религию, Уильямс читал Коран, желая увидеть то, что находится за пределами западной интерпретации ислама как «религии с пунктом от Smith & Wesson — если вы убиваете неверующего, вы получаете право на небо».
Уильямс был фанатом видеоигр и назвал двух своих детей в честь игровых персонажей: дочь в честь принцессы Зельды из серии игр «The Legend of Zelda» от Nintendo, но про выбор имени для сына Коди он не рассказывал. Он наслаждался настольными ролевыми играми и онлайн-видеоиграми — «Warcraft III: Reign of Chaos», «Day of Defeat», «Half-Life», и «Battlefield 2», будучи ранее поклонником серии ролевых игр «Wizardry», а также активно играл в многопользовательскую онлайн-игру «World of Warcraft» от Blizzard Entertainment. Уильямс выступил на программной сессии компании Google Consumer Electronics Show—2006, в прямом эфире-демонстрации игры Spore по приглашению её создателя Уилла Райта на Electronic Entertainment Exposition—2006, и был одним из нескольких знаменитостей, участвовавших в Worldwide Dungeons & Dragons Game Day—2007 в Лондоне.
Робин Уильямс был активным пользователем социальных сетей, в частности «Facebook», «Twitter» и «Instagram». В последнем твите от 31 июля 2014 года он поздравил дочь Зельду с днём рождения: «С днём рождения, мисс Зельда Уильямс. Сегодня тебе четверть века, но для меня ты всегда останешься малышкой», а 1 августа он опубликовал её фотографию.
Любимыми книгами Уильямса были произведения цикла «Основание» Айзека Азимова, а в детстве — «Лев, колдунья и платяной шкаф» Клайва Стейплза Льюиса, которой Робин, в свою очередь, поделился со своими детьми. В музыке Уильямс предпочитал джаз, в частности соло на пианино Кита Джаррета, слушал Тома Уэйтса, «Radiohead», Принса, Genesis (в 2007 году Уильямс лично ввёл её в Зал Славы VH1 Rock Honors).

## Смерть

### Обстоятельства и предположения
11 августа 2014 года в 11:56 Робин Уильямс был обнаружен без сознания в собственном доме по улице 95 St. Thomas Way в городе Тибьюрон в округе Марин штата Калифорния.
Смерть была констатирована в 12:02. Уильямсу было 63 года. Предположительной причиной смерти Уильямса стала асфиксия (удушье), однако окончательно причина смерти была установлена после проведения судебно-медицинской экспертизы и токсикологического теста, проведённых 12 августа.
Ранее сообщалось, что в июле Уильямс проходил программу по «поддержанию трезвости» в реабилитационном центре «Hazelden Foundation» в Линдстроме (штат Миннесота) из-за проблем с алкоголем и наркотиками.
Личный помощник актёра заявил, что он «боролся с тяжёлой депрессией», однако не подтвердил версию о самоубийстве.
Кроме этого, Уильямс из-за финансовых затруднений пытался продать 640-акровое поместье «Вилла улыбок» в Калифорнии за 29,9 млн долларов США и согласился сниматься в неудачном сериале «Сумасшедшие».
Но в 2012 году его состояние было оценено в 130 миллионов долларов, а в 2009 году он создал для своих детей фонд, выплачивающий им его наследство по достижении определённого возраста.
12 августа официальной причиной смерти Уильямса была названа асфиксия, а именно повешение на ремне. Кроме этого, на его руке были обнаружены несколько порезов, а рядом — перочинный нож. Около 22:00 10 августа последней в живых Робина Уильямса видела его жена. 11 августа предположив, что Робин спит в другой спальне, она вышла из дома в 10:30 утра. Около полудня Робин был обнаружен Эрвин Спенсер у стула «в сидячей позе с ремнём, закреплённым на шее, другой конец ремня был зажат между дверью, ведущей в гардеробную, и дверной рамой», после чего та позвонила в службу экстренной помощи 911.
14 августа Сьюзан Шнайдер сообщила, что Робин Уильямс страдал болезнью Паркинсона на ранней стадии и «не был готов поделиться этим с общественностью», а также перед смертью испытывал патологическое чувство тревоги и депрессию. Она отвергла версии об употреблении Уильямсом наркотиков и алкоголя, сказав, что «его величайшим наследием является, помимо его трёх детей, та радость и счастье, которые он дарил другим людям, особенно тем, кто сталкивался с личными проблемами». Неназванный друг Уильямса сообщил, что за день до смерти они обсуждали планы, сказав, что Робин был грустен, но «был полностью погружён в беседу» и задавал много уточняющих вопросов. Близкий друг Уильямса, актёр и комедиант Роб Шнайдер, отметил, что Робин начал принимать новое лекарство от болезни Паркинсона, одним из побочных эффектов которого являются суицидальные настроения.
Некоторые известные издания, в том числе The Daily Telegraph, The Independent и The Guardian, в конце статей о Уильямсе публиковали телефоны для оказания психологической помощи.

### Похороны
Тело Робина Уильямса было кремировано на следующий день после смерти, а прах развеян в округе Марин над заливом Сан-Франциско. Одновременно общественные активисты начали сбор подписей в поддержку петиции по переименованию в честь Уильямса туннеля Уолдо, тянущегося от моста «Золотые Ворота» на север к округу Марин. После получения согласия от семьи Уильямса и 57 тысяч онлайн-подписей под петицией член Ассамблеи штата Калифорния Марк Левин официально внёс на рассмотрение законопроект о переименовании этого объекта в «Туннель Робина Уильямса». Тоннель был официально переименован в 2016 году.

### Окончательные итоги расследования
20 сентября 2014 года должны были выйти результаты вскрытия тела Уильямса, в том числе токсикологические тесты, однако их публикация была отложена на 3 ноября, а после этого — на более позднюю дату, так как исследования заняли более шести недель.
7 ноября помощник заместителя коронера округа Марин лейтенант Кит Бойд сообщил об итогах расследования смерти Уильямса, по которому он умер в результате самоубийства. Согласно результатам экспертизы, в организме покойного на момент смерти не содержалось алкоголя и наркотиков, а только четыре разновидности лекарственных средств: два вида антидепрессантов и два вида соединений кофеина, выписанные по рецепту в терапевтических концентрациях. Рядом с телом находилась закрытая бутылка с сероквелем, прописанным Уильямсу за две недели до смерти. Согласно докладу, тело было найдено около 11:45 утра личным помощником, вышедшим из дома в 11:30 и использовавшим скрепки, чтобы открыть запертую дверь в спальню. Уильямс был найден в сидячем положении на полу спальни с поясом, обвязанным вокруг шеи и зажатым другим концом между дверью шкафа и дверной рамой. Уильямс был одет в чёрную с коротким рукавом футболку и чёрные полностью застёгнутые джинсы, в кармане которых находился разряженный телефон, в котором не было обнаружено каких-либо сообщений. На внутренней стороне левой руки было обнаружено несколько порезов с малым количеством вытекшей крови, рядом лежал карманный нож, а в ванной — влажная мочалка с предполагаемыми следами крови. Последний телефонный звонок длился 38 секунд и был сделан в 7:09 жене Сьюзен Уильямс с целью сообщить о выборе журналов в книжном магазине. Вечером, перед смертью, Уильямс взял несколько наручных часов и, положив их в носок, отнёс его в чей-то дом на «ответственное хранение». По словам жены Уильямса, это стало признаком развивающейся паранойи, а сам Уильямс, возможно, узнал о технике самоубийства, сыграв роль в фильме «Самый лучший папа», в котором сын главного героя погибает от аутоэротического удушья.
В первом интервью после смерти Уильямса Сьюзан Шнайдер рассказала о его жизни журналистке Эми Робак, ведущей передачи «Good Morning America», транслировавшейся 3 ноября 2015 года по телеканалу «ABC».
Шнайдер заявила, что депрессия была лишь малым из порядка 50 симптомов. Шнайдер описала болезнь Уильямса — деменцию с тельцами Леви — как «химическую войну в мозге», как морское чудовище с пятьюдесятью щупальцами, которые показываются, когда им вздумается. По словам Шнайдер, с осени 2013 года у Уильямса был «бесконечный парад симптомов», и не все из них проявлялись сразу. Она отметила, что Уильямс был трезв в течение приблизительно восьми лет, однако последние годы стали настоящим кошмаром, так как ему было трудно передвигаться и говорить — он мог быть в один момент абсолютно в себе, а через пять минут начать говорить нечто неразборчивое. Она заявила, что врачи делали всё правильно. «Просто эта болезнь была быстрее и больше нас. Мы всё равно пришли бы к тому же». Шнайдер пояснила, что если бы Уильямс не покончил с собой, то всё равно бы умер в течение следующих трёх лет, за срок, данный врачами после диагностирования болезни Паркинсона в ранней стадии, так как в последние недели перед смертью он угасал на глазах, и существовала вероятность его принудительной госпитализации. Говоря о причинах самоубийства, Шнайдер рассказала, что провела последний год после смерти мужа в попытках выяснить, с чем они боролись и что убило Уильямса, и один из докторов заявил ей: «Робин прекрасно представлял себе, что теряет рассудок и ничего не может с этим поделать». Шнайдер сказала, что нисколько не осуждает Уильямса, назвав его «одним из самых смелых людей, которых когда-либо знала».
В конце интервью Шнайдер вспомнила последние слова Уильямса и рассказала: «Я лежала в постели, и он пару раз вошёл в комнату… и сказал — „Спокойной ночи, любовь моя“. Затем он снова вернулся. Он вышел со своим айпадом, смотрел в него и что-то делал. И промелькнула мысль — „Я думаю, что ему становится лучше“. И тогда он сказал: „Спокойной ночи, спокойной ночи“. Это было прощание».
Деменция с тельцами Леви является третьим по распространённости типом деменции после болезни Альцгеймера и сосудистой деменции, характеризуясь нарушениями в работе мозга, проявляющимися в резко выраженных изменениях уровня умственных способностей, периодических зрительных стойких галлюцинациях, проблемах с движениями и моторикой, в результате чего заболевший человек не может жить обычной жизнью: нормально думать, спать, бодрствовать, верить тому, что видит, двигаться, понимать, что происходит, быть счастливым.

### Семья, актёры, официальные лица
Представитель актёра Мара Буксбаум заявила: «Сегодня утром Робин Уильямс ушёл из жизни. В последнее время он боролся с тяжёлой депрессией. Это очень неожиданная потеря для нас. Родственники и близкие просят проявить уважение к их частной жизни в столь нелёгкий период». Жена Уильямса Сьюзен Шнайдер отметила: «Я потеряла своего мужа и своего лучшего друга, а мир потерял одного из самых любимых артистов и самых прекрасных людей. Я совершенно убита горем. Мы надеемся, в центре внимания будет не смерть Робина, а бесчисленные моменты радости и смеха, которые он подарил миллионам». Дочь Уильямса, Зельда Рэй, опубликовала в «Twitter» цитату из книги «Маленький принц» Антуана де Сент-Экзюпери: «Ты посмотришь ночью на небо, а ведь там будет такая звезда, где я живу, где я смеюсь, — и ты услышишь, что все звёзды смеются. У тебя будут звёзды, которые умеют смеяться!», добавив: «Люблю тебя, скучаю по тебе, буду стараться смотреть на небо». Однако, позже Рэй удалила свой аккаунт из-за травли и оскорблений пользователей в адрес своего отца, попросив в «Instagram» уважать семью и друзей, иначе «к тем, кто будет посылать негатив… его хихикающая часть отправит к дому стаю голубей, чтобы они осквернили их автомобиль. Как раз только что помытый. В конце концов, он слишком любил смеяться». Вскоре после обращения Зельды Рэй в администрацию «Twitter», старший директор по вопросам безопасности Дел Харви от имени руководства компании заявил: «Мы не собираемся терпеть подобное поведение. В настоящее время мы оцениваем сложившуюся ситуацию и прорабатываем ряд моментов по улучшению нашей политики для того, чтобы в будущем избежать аналогичных трагических инцидентов». Однако вскоре после получения писем поддержки от пользователей, Рэй вернулась в «Twitter», написав «спасибо», а обещания компании никакого заметного результата не принесли.

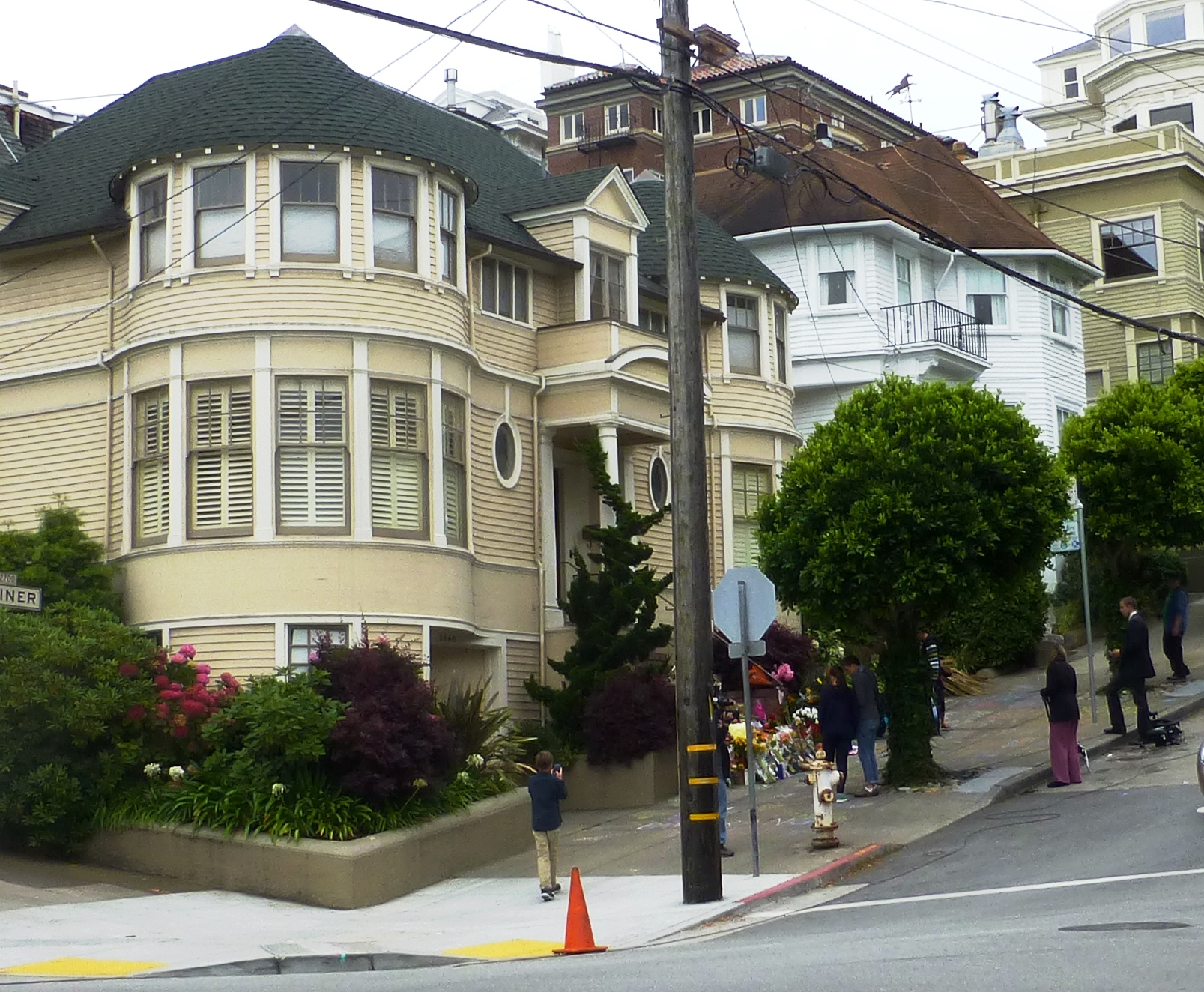
Дом миссис Даутфайр
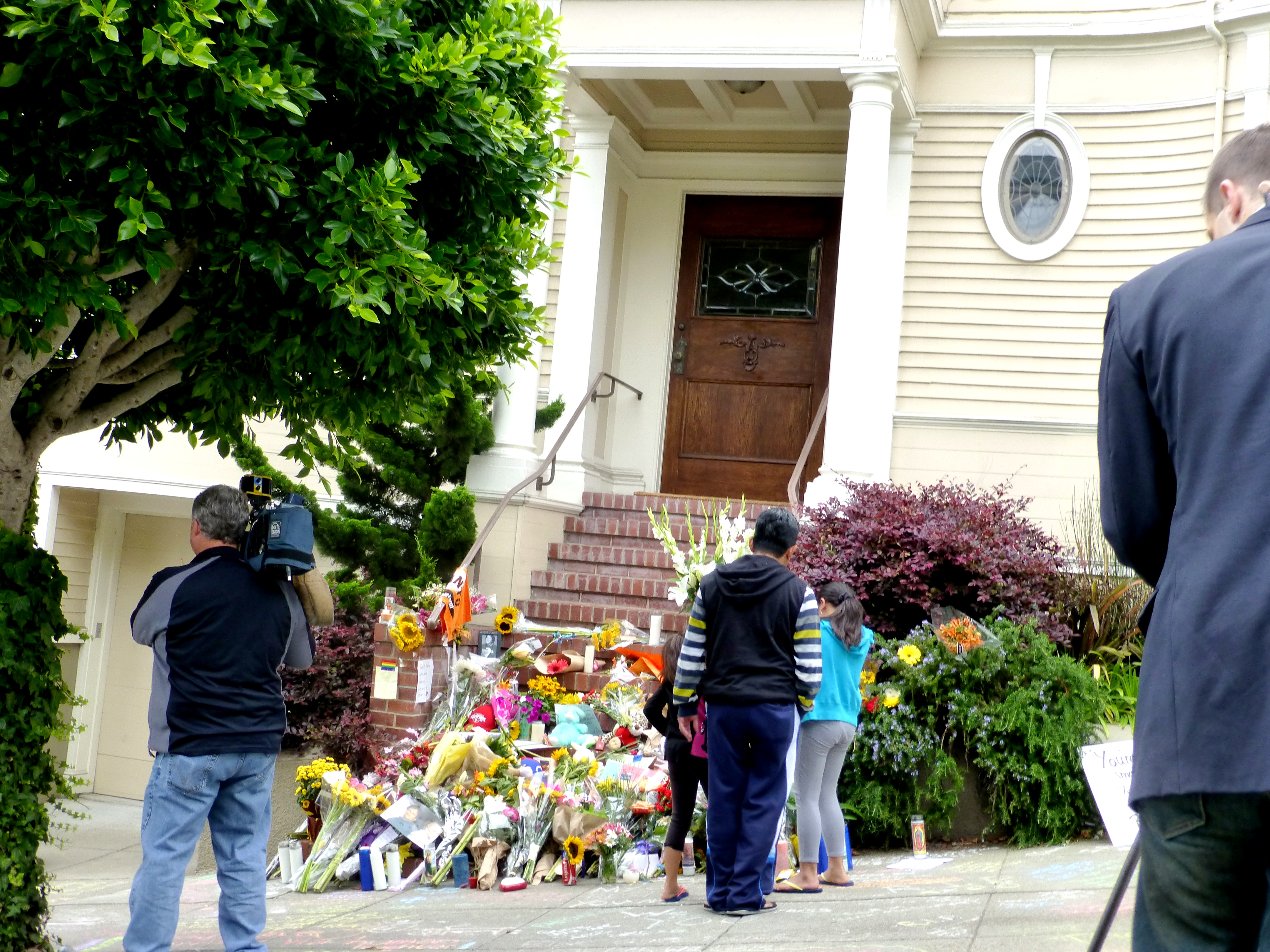
Крыльцо дома, усыпанное цветами

Сразу после сообщений о смерти Уильямса его дом в Тибьюроне стал окружаться букетами цветов от соседей и просто доброжелателей.
На именную звезду Уильямса на Голливудской «Аллее славы» поклонники стали приносить цветы и прощальные записки, соорудив импровизированный мемориал.
Цветы стали приносить в знаковые места телевизионной и кинокарьеры Уильямса, такие как скамейка в Общественном саду Бостона из фильма «Умница Уилл Хантинг», к дому миссис Даутфайр в Пасифик-Хайтс — районе Сан-Франциско, а также к дому в городе Боулдер, использовавшемся для съёмок сериала «Морк и Минди».
Вечером 13 августа в память об Уильямсе был выключен свет фронтонов бродвейских театров в Нью-Йорке. На показе мюзикла «Аладдин» зрители вместе с актёрами исполнили песню «Friend Like Me», которую пел Уильямс в одноимённом мультфильме 1992 года.
В то же время видеокомпиляция лучших фрагментов выступлений Уильямса попала на первую строчку в списке самых просматриваемых видео за неделю на сайте «YouTube», набрав 4 миллиона просмотров.
В связи с этим профессор Университетского колледжа Лондона Томас Чаморро-Премузик отметил, что реакция общества на смерть знаменитости «зачастую может выражаться в трауре без подлинной скорби», в основе которого «скорее вежливый культурный этикет и бездумное потребление средств массовой информации, нежели симптом коллективного страдания», но «с другой стороны, когда народный траур сопровождается искренней скорбью — как в случае настоящих потерь — СМИ могут выступать в качестве социального буфера для людского одиночества. Когда другие видят наш траур, социальные медиа могут играть положительную роль для скорбящих, вызывая поразительный альтруистический отклик со стороны других людей».
«Страшная весть о кончине Робина Уильямса была встречена мной с огромной грустью в поздний вечер понедельника в перуанской Амазонии. В кругу более 100 друзей и клоунов на нашей ежегодной клоунской поездке мы скорбим об этой трагической потере и продолжим ценить его комедийный талант. Робин Уильямс был замечательным, добрым и щедрым человеком. Одна важная вещь, которую я помню о его личности — это то, что он был скромным — он никогда не изображал из себя сильного или знаменитого. Вместо этого, он всегда был нежным и гостеприимным, готовым с улыбкой или шуткой помогать другим. Нет сомнения, что Робин был блестящим комиком. Он был сострадательным, заботливым человеком. Наблюдая за его работой на съёмочной площадке фильма «Целитель Адамс», основанного на моей жизни, я видел, что всякий раз, в напряжённый момент, Робин применял свой импровизационный стиль для того, чтобы поднять настроение актёрам и группе. Кроме того, я хотел бы подчеркнуть, что Робин проявлял особую заботу к моим детям, когда они находились на съёмках. Вопреки мнению некоторых людей о нём, мне на самом деле показалось, что он является интровертом. Однажды он пригласил меня и мою семью в свой дом, в котором он ценил тишину и покой, возможность дышать, возможность уединиться от славы, к которой привёл его талант. На ранних этапах жизни он начал употреблять наркотики и алкоголь, но чтобы справиться со стрессом, который принесла ему слава, он заменил пристрастие на моменты одиночества. Этот мир недобр к людям, которые стали знаменитыми, и слава, которую он получил, была кошмаром. Опечаленные, мы остались с последствиями его смерти. Я чрезвычайно благодарен за его плодотворность на раннем этапе моей жизни, которая позволила Институту здоровья продолжить и расширить нашу работу. Мы выражаем наши благословения его семье и друзьям в этот момент грусти. Спасибо за всё, что Вы дали этому миру, Робин, спасибо, мой друг».
Врач Патч Адамс о Робине Уильямсе
Многие знаменитости отдали дань почтения таланту и личности Уильямса. Одним из первых стал его друг комик Стив Мартин, написавший в «Twitter»: «Меня не могла не потрясти смерть Робина Уильямса, настоящего человека, величайшего таланта, партнёра по сцене, неподдельной души». Билли Кристал просто написал на своей страничке в «Twitter»: «Нет слов», а Вупи Голдберг ответила: «Билли Кристал прав… Правда, нет слов». Бен Аффлек написал в сети «Facebook», что «убит горем», а Мэтт Деймон сказал, что «Робин принёс в мою жизнь столько радости, которая останется со мной навсегда. Он был таким прекрасным человеком. Мне посчастливилось знать его, и я никогда, никогда не забуду его». Мел Гибсон признался, что был шокирован новостью, а также назвал Уильямса «умевшим сострадать человеком с большим сердцем». Эллен Дедженерес написала в своём микроблоге: «Я не могу поверить в новости о Робине Уильямсе. Он столько дал многим людям. Моё сердце разбито». О своём разбитом сердце сказал и Дэнни Де Вито, позже добавив, что «грустно думать об этом. Трудно говорить. Трудно сказать. Трудно принять. Всё, о чём я могу думать, так это о том, какую радость он принёс. Я опустошён. Я шлю свою любовь его семье и всем, кто любит его. Моё сердце разрывается от этой новости». Стивен Спилберг написал, что «Робин был грозовым разрядом юмора, и свой гениальный комический потенциал он черпал из громовых раскатов нашего смеха. Он был другом, и я не могу поверить, что его больше нет». Хью Джекман, познакомившийся с Уильямсом на озвучке мультфильма «Делай ноги 2», разместил в «Instagram» фотографию с ним за кулисами церемонии награждения премии «Тони», с подписью: «Робин Уильямс — Вы заставили нас смеяться, пока мы плакали. Покойся с миром, брат». Джон Траволта отметил, что «я никогда не знал более приятного, более яркого, более внимательного человека, чем Робин. Робин в роли художника и поднимателя настроения делает нас счастливыми как никто другой. Он любил нас всех, и мы тоже его любили». Мерил Стрип в интервью NBC сказала, что «трудно себе представить, но неостанавливаемая энергия остановилась. Он был такой щедрой душой». Стенд-ап комик Эдди Иззард сказал, что «Робин Уильямс умер и мне очень грустно. От имени каждого комика здесь на Эдинбургском фринг-фестивале мы его благословляем и прощаемся». Терри Гиллиам в «Facebook» отметил, что «Робин Уильямс — самое удивительное, смешное, блестящее, глубокое и глупое чудо ума и духа — покинул планету. У него было огромное сердце, друг огненного шара, чудесный дар от богов. Теперь эгоистичные ублюдки взяли его обратно. К чёрту их!». Комик Джадд Апатоу признался, что «когда мне было 18, я устроился в качестве стажера в „Разрядку смехом“ для того чтобы просто побыть рядом с ним. Гений и по-настоящему добрый человек, который сделал мир лучше». Актёр Стив Карелл также отметил, что «Робин Уильямс сделал мир немного лучше. Покойся с миром».
Между тем в адрес покойного Уильямса звучала и критика. Так, музыкант Генри Роллинз, признав актёрский талант Уильямса и «что его личная борьба была вполне реальной», сказал: «Как можно быть родителем и убить себя? Как можно сотворить такое со своими родными детьми? Плевать, насколько ваши дети самостоятельны. Выбрать вместо „остаться с детьми“ самоубийство — ужасно, трагично и странно», добавив, что «после этого поступка я уже не могу воспринимать этого человека всерьёз». Эти слова вызвали критику со стороны поклонников актёра, и Роллинз извинился на своём сайте, отметив, что «мне гадко, что я смог обидеть столько людей. Обижать вас — не было моим намерением. В моей жизни была депрессия, порой — очень мучительная. Испытав всё это на себе, я подумал, что должен был знать об этом всё, однако нет. Я всегда злюсь, когда слышу, что кто-то умер именно таким путём. Я не был зол на них самих, я был зол на то, что привело их к этому и на то, что никто чудесным образом не смог спасти их жизни». Через некоторое время, режиссёр и писатель Сэм Шепард по-философски сравнил Робина Уильямса с Филипом Сеймуром Хоффманом, которого он видел за неделю до его смерти, сказав, что ничего не подозревал о их дальнейшей судьбе:

У него был избыточный вес, даже чересчур, можно сказать. И он был очень усталым. Он сказал, что собирается вернуться и вздремнуть… Видите, я не думаю, что под этим он имел в виду самоубийство; мне кажется, у него был некачественный героин. Я не понял тогда, что он ведёт себя как большинство этих наркоманов. Я знал Робина очень хорошо, а Робин знал, что хочет покончить с этим — у него был Паркинсон. Эти два парня были очень похожи в том, что они оба были перегружены своими делами. Я знаю много людей, которые умерли… которые наложили на себя руки. Но вы знаете, Патти [Смит] — мой хороший старый друг, — она написала обзор новой книги Мураками, появившийся в New York Times, и в конце добавила: «Я не хочу покончить с собой, если мне интересна жизнь». И это точно. Я верю ей.
Оригинальный текст (англ.)He was overweight, but he was overweight a lot. And he was pretty tired. He said he was going to go back and take a nap… See, I don't think he meant to kill himself, I think he had some bad heroin. Though I didn't realise he was that much of a junkie. I knew Robin pretty well and Robin knew he wanted out – he had Parkinson's. The two guys were very similar in that they were both overwhelmed by their own thing. I know a lot of people who've died… who've taken their own lives. But you know Patti [Smith], who's an old, old friend of mine, she wrote a review of the new Murakami book that appeared in the New York Times, and at the end of it she said, 'I don't want to kill myself, I want to see what happens.' And what a statement. I believe her.

#### Посвящения и почтение памяти
В Twitter «Улицы Сезам» была размещена фотография Уильямса с одним из персонажей программы и написано, что «мы скорбим о потере нашего друга Робина Уильямса, который всегда заставлял нас смеяться и улыбаться». В той же соцсети Академия кинематографических искусств и наук опубликовала фотографию из мультфильма «Аладдин» с подписью «Джинн, ты свободен».
Однако этот твит вызвал негативную реакцию СМИ и общественных организаций, в частности, главный врач Американского фонда по предотвращению самоубийств Кристина Мутьер сказала, что «если он не преступает черту, то подходит к ней слишком близко. Самоубийство никогда не должно представляться в качестве решения. Это потенциально „заразно“ и способно привести к подражаниям», а исполнительный директор благотворительной организации по работе с молодёжью «Papyrus» Гед Флинн отметил, что «использование твита можно рассматривать как проверку уязвимых молодых людей на то, является ли самоубийство одним из вариантов. Самый главный вывод после этой печальной смерти — это: если вы чувствуете суицидальные намерения, поговорите с тем, кто может вам помочь, чтобы провести вас через тёмные времена».
24 августа на церемонии MTV Video Music Awards 2014 память Уильямса почтили показом 23-секундного видеоролика с подборкой его фотографий в известных образах в сопровождении песни «A Sky Full of Stars» группы Coldplay. Однако некоторые зрители сочли ролик бездарным, сравнив его с презентацией начинающего пользователя PowerPoint. Было сообщено, что память об Уильямсе будет увековечена появлением его в игре World of Warcraft в качестве неигрового персонажа, как указал ведущий разработчик Йон Хаццикостас, основанного на личности или роли, которую он играл в прошлом.
25 августа Уильямсу была посвящена церемония награждения прайм-таймовой премией «Эмми» в Голливуде, ведущим сегмента которой — «In Memoriam» — стал друг Робина Билли Кристал. Ранее продюсер церемонии Дон Мишер говорил, что «пока мы все приходим в себя после трагических новостей этой недели, мы работаем над тем, чтобы отдать достойную и значимую дань памяти Робину Уильямсу, которую он заслуживает». В итоге под исполнение Сарой Бареллис классической песни Чарли Чаплина — «Smile», почтили память Джеймса Эйвери, Майи Энджелоу, Лорен Бэколл, Филипа Сеймура Хоффмана, Кейси Кейсема, Дона Пардо, Гарольда Рамиса, Микки Руни, Элейн Стритч, Ширли Темпл и многих других деятелей киноискусства, скончавшихся за прошедший год, а завершилась церемония специальной речью Кристала о Уильямсе в сопровождении показа фотографий и видео из его жизни и карьеры, в которой Билл сказал:

Каждый раз, когда вы видели его — на телевидении, в кино, в ночных клубах, аренах, больницах, приютах для бездомных, в войсках за рубежом, и даже в гостиной умирающей девушки для исполнения её последнего желания — он заставлял нас смеяться. Очень сильно. Я провёл много счастливых часов с Робином на сцене. Блеск был поразительным, неутомимая энергия — захватывающей. Раньше я думал, если бы я мог просто поддержать его хоть за восемь секунд, всё бы было в порядке. Будучи гением на сцене, он был самым лучшим другом, которого вы можете себе представить: поддержка, защита, любовь. Очень трудно говорить о нём в прошедшем времени, потому что он сих пор присутствует в жизни всех нас. На протяжении почти 40 лет он был самой яркой звездой в комедийной галактике, но некоторые из самых ярких небесных тел на самом деле умерли, их расплавленная энергия давно охладела, но чудесным образом, потому, что они плавают в небесах так далеко от нас сейчас, их прекрасный свет будет продолжать светить для нас всегда. И свечение будет таким ярким, что согреет ваше сердце и заставит ваши глаза слезиться, и вы будете думать себе, Робин Уильямс, что это было за создание.
Оригинальный текст (англ.)Every time you saw him – on television, in movies, nightclubs, arenas, hospitals, homeless shelters for our troops overseas, and even in a dying girl’s living room, for her last wish – he made us laugh. Big time. I spent may happy hours with Robin onstage. The brilliance was astounding, the relentless energy was kind of thrilling. I used to think if I could just put a saddle on him and stay on for eight seconds I’d be all right. As genius as he was onstage, he was the greatest friend you could ever imagine: supportive, protective, loving. It’s very hard to talk about him in the past, because he was so present in all of our lives. For almost 40 years he was the brightest star in the comedy galaxy, but while some of the brightest of celestial bodies are actually extinct, their molten energy long since cooled, miraculously, because they float in the heavens so far away from us now, their beautiful light will shine on us forever. And the glow will be so bright, it will warm your heart and make your eyes glisten, and you’ll think to yourselves, Robin Williams, what a concept.

В 2018 году американский журналист и репортёр журнала The New York Times Дэйв Ицкофф выпустил биографию актёра под названием «Робин Уильямс. Грустный комик, который заставил мир смеяться» (оригинальное название «Robin»). Встретившись с родственниками и друзьями актёра, автор рассказал о примечательных фактах жизни и карьеры Робина Уильямса. В том числе откровения касались морального и физического состояния актёра непосредственно перед смертью.

### Спор о наследстве и правах
Почти через шесть месяцев после смерти Робина Уильямса его жена и дети инициировали судебные разбирательства. В декабре 2014 года вдова Уильямса Сьюзан Шнайдер подала иск в Верховный суд Сан-Франциско, в котором заявила, что без её ведома из их общего дома в Тибьюроне были вывезены некоторые вещи, и попросила суд вовсе исключить из завещания этот дом стоимостью 7 миллионов долларов, вместе со всем его содержимым, в том числе ювелирными изделиями, памятными вещами и другими предметами, которые Уильямс завещал детям. В январе 2015 года дети Уильямса от предыдущих браков — Зак, Коди и Зельда — подали ответный иск, в котором отметили, что Шнайдер «оскорбляет память» их отца, нанеся «страшную травму» своими попытками изменить условия договора, в котором расписано его желание распорядиться своим имуществом, обращая внимание суда на то, что она состояла в браке с ним меньше трёх лет, и следовательно — не имеет права на вещи, приобретённые и нажитые Уильямсом до заключения союза, в том числе и на второй дом в Напе. Обе стороны также разошлись во мнениях в отношении вещей, отданных на хранение, в том числе — коллекции часов Уильямса. В общей сложности наследство Уильямса составляет 45 миллионов долларов и включает в себя его личные вещи, одежду, фотографии, печатные романы, фильмографию, предметы коллекционирования, награды, в том числе статуэтки «Оскар», «Золотой глобус», «Эмми» и «Грэмми».
Через восемь месяцев после смерти Уильямса, 30 марта 2015 года, его вдова и дети предстали перед судьёй по делам о наследстве и имуществе Верховного суда в Сан-Франциско Эндрю Й. С. Ченгом для вынесения окончательного решения. На заседании выяснилось, что Уильямс завещал права на своё имя, подпись, фотографии и другие изображения благотворительной организации «Windfall Foundation», созданной его юридическими представителями из фирмы «Manatt, Phelps», и поэтому ничего из перечисленного, включая голограммы и цифровые вставки, не может быть воспроизведено в течение 25 лет после его смерти, то есть до 11 августа 2039 года. Представители организации отметили, что из данного фонда Уильямс завещал несколько денежных подарков: 300 тысяч долларов США — личному помощнику Ребекке Спенсер, 150 тысяч — друзьям Брайану и Лори Насс, 100 тысяч или 2 % от имущества — брату Маклорину Уильямсу, 150 тысяч — жене покойного адвоката, а также суммы от 10 до 20 тысяч — нескольким сотрудникам, включая Марию Касильяса, Педро Дельгадо и Норберто Пиментеля. Несмотря на то, что одежда, награды и материальное личное имущество Уильямса по его воле были завещаны детям, вдова продолжала утверждать, что имеет право на другие предметы, включая смокинг и свадебные подарки, а также часы, так как они не являются ювелирными изделиями. Всего в документе об инвентаризации личного имущества Уильямса было 1200 пунктов, включая вещи из дома в Тибьюроне — 975 пунктов. После слушаний, продолжавшихся 40 минут, судья дал адвокату вдовы Джеймсу Вастгаффу и детей Мередит Башелл восемь недель для неформальных переговоров за пределами здания суда по выработке соглашения о разделе имущества по каждой конкретной вещи, назначив следующее заседание на 1 июня. Стороны согласились с этим решением и договорились поскорее урегулировать все вопросы во внесудебном порядке, что могло свидетельствовать о будущем мирном окончании спора. В этот день адвокаты сторон сообщили о сокращении списка до 300 пунктов, а также об обоюдном разделе большинства вещей Уильямса при наличии разногласий по некоторым предметам, в том числе по его тапочкам, футболкам и шортам, которые вдова захотела оставить себе, после чего судья Чэнг назначил новое заседание на 29 июля. 25 сентября попечители имущества Уильямса подали в суд ходатайство о том, что стороны достигли внесудебного соглашения. 2 октября, после того как Шнайдер согласилась отозвать своё заявление, всеми сторонами было принято соглашение о полном разделе имущества, по которому вдова останется в доме в Сан-Франциско с пожизненной оплатой проживания и памятными вещами, включая часы, велосипед с медового месяца и свадебные подарки, а дети получат подавляющее большинство предметов своего отца, в том числе статуэтку премии «Оскар».

## Комментарии
1. ↑  Источники разнятся по поводу указания даты рождения Уильямса. В книгах-биографиях «The Life and Humor of Robin Williams: A Biography», «Robin Williams: A Biography» и «The Robin Williams Scrapbook» значится 1952 год, как и в энциклопедии Encyclopædia Britannica. Сам Уильямс в интервью Архивная копия от 7 ноября 2012 на Wayback Machine от 4 июля 2007 года говорит о себе как о 55-летнем. В другом интервью Архивная копия от 24 июля 2011 на Wayback Machine, размещённом 25 мая 2008 года на сайте его поклонников, Уильямс отметил, что родился 21 июля 1951 года.
2. ↑  лат. Dulce ét decórum est pró patriá mori. (Гораций, „Оды“, III, 2) — Красна и сладка смерть за отечество! (Перевод А. Семёнова-Тян-Шанского)